# 2021-es női kézilabda-világbajnokság
A 2021-es női kézilabda-világbajnokságot december 1. és 19. között Spanyolországban rendezték. Ez volt a 25. női kézilabda-vb. A címvédő a holland válogatott volt. A világbajnokságon a Nemzetközi Kézilabda-szövetség létszámbővítésének köszönhetően 32 csapat vesz részt 5 szövetségből.
A magyar válogatott is kijutott a vb-re, miután nagy arányú győzelemmel legyőzte az olasz válogatottat. A Nemzetközi Kézilabda-szövetség 2021 novemberében tette közzé döntését, minek értelmében a világbajnokságon csak koronavírus-oltással rendelkező, vagy a fertőzésen korábban igazoltan már áteső sportolók vehetnek részt.
A torna csoportkörének második fordulójában Hollandia 58–17 arányban győzte le Üzbegisztánt, ezzel megdöntötte a magyar válogatott Ausztrália ellen 2005-ben felállított csúcsát az egy mérkőzésen lőtt gólok tekintetében (57–9).
A középdöntők 2. fordulójában a magyar válogatott Kongó ellen története 100. világbajnoki győzelmét aratta (30–22). A magyar csapat a 10. helyen zárta a tornát.
A vb-t a norvég válogatott nyerte, története során negyedik alkalommal.

## Helyszínek
A világbajnokság mérkőzéseit az alábbi 4 városban rendezték:
| Granollers                                   | Llíria                                               |
| -------------------------------------------- | ---------------------------------------------------- |
| Palau d'Esports de Granollers Férőhely: 5685 | Poliesportiu Pla de L'Arc Férőhely: 4200             |
|                                              |                                                      |
| Castellón Granollers Llíria Torrevieja       |                                                      |
| Castelló                                     | Torrevieja                                           |
| Pabellón Ciutat de Castelló Férőhely: 5263   | Palacio de los Deportes de Torrevieja Férőhely: 4500 |
|                                              |                                                      |

## Selejtezők
| Torna                     | Dátum                             | Rendező          | Kvóta                     | Nemzetek |
| ------------------------- | --------------------------------- | ---------------- | ------------------------- | --- |
| Rendező                   | 2017. január 28.                  |                  | 1                         | Spanyolország |
| 2019-es világbajnokság    | 2019. november 30. – december 15. | Japán            | 1                         | Hollandia |
| 2020-as Európa-bajnokság  | 2020. december 3–20.              | Dánia            | 4                         | Dánia · Franciaország · Horvátország · Norvégia                                                                                             |
| Európai selejtező         | 2021. március 19. – április 21.   | különböző        | 10                        | Ausztria · Csehország · Magyarország · Montenegró · Németország · Románia · Orosz kézilabda-szövetség[1] · Svédország · Szerbia · Szlovénia |
| 2021-es Afrika-bajnokság  | 2021. június 8–18.                | Kamerun          | 4                         | Angola · Kamerun · Kongó · Tunézia |
| 2021-es Nor.Ca-bajnokság  | 2021. augusztus 22–25.            | Egyesült Államok | 1                         | Puerto Rico |
| 2021-es Ázsia-bajnokság   | 2021. szeptember 15–25.           | Jordánia         | 5                         | Dél-Korea · Irán · Japán · Kazahsztán · Üzbegisztán                                                                                         |
| 2021-es Amerika-bajnokság | 2021. október 5–9.                | Paraguay         | 3                         | Argentína · Brazília · Paraguay |
| Óceánia                   | 2021. augusztus 8.                |                  | 0[2][3]                   | nincs |
| Szabadkártya              | 2021. augusztus 8.                | 2[2][3]          | Szlovákia · Lengyelország | |
| Szabadkártya              | 2021. szeptember 23.              | 1[4]             | Kína                      | |

Jegyzetek
- ↑ 1:  2019. december 9-én a Doppingellenes Világszervezet (WADA) Oroszországot minden nemzetközi versenyről négy évre kizárta, miután kiderült, hogy az orosz kormány meghamisította azokat a laboratóriumi adatokat, amelyeket 2019 januárjában a WADA rendelkezésére bocsátott.[9][10] Oroszország később fellebbezett a Nemzetközi Sportdöntőbíróságnál.[11] A CAS az ügy fellebbezési vizsgálata után 2020. december 17-én úgy határozott, hogy csökkenti a WADA Oroszországgal szemben kiszabott büntetését. Ahelyett, hogy megtiltotta volna Oroszországnak a sporteseményeken való részvételt, az ítélet lehetővé tette az orosz sportolók számára, hogy részt vegyenek az olimpián és más nemzetközi rendezvényeken, de két évig a csapat nem használhatja az orosz nevet, zászlót vagy himnuszt, és semlegesként kell szerepelnie. Az ítélet lehetővé tette, hogy a csapat egyenruháján az „Oroszország” felirat, valamint az orosz zászló színei jelenjenek meg, bár a névnek egyenlő arányban kell lennie, mint a „semleges sportoló/csapat” megnevezésnek.[12] Oroszország az Orosz kézilabda-szövetség nevével vett részt a tornán.[13]
- ↑ 2:  Az óceániai országok (Ausztrália és Új-Zéland) az Ázsia-bajnokságon vettek részt: amennyiben valamelyikük az első öt között végzett, akkor kijutottak a világbajnokságra, más esetben a kvóta szabadkártyává vált.
- ↑ 3:  Óceánia az Ázsia-bajnokságra nem nevezett csapatot, ezért az IHF két szabadkártyát ítélt oda a 2021-es spanyolországi női világbajnokságra, amelyet Szlovákia és Lengyelország kapott.
- ↑ 4:  A 2021-es Ázsia-bajnokságon 12 helyett 11 csapat vett részt, így csak öt csapat jutott ki a világbajnokságra és szabadkártyát adtak Kínának.

## Résztvevők
A világbajnokságon az alábbi 32 csapat vett részt:
| Nemzet                    | Részvételi jog                                    | Kvalifikáció dátuma  | Előző szereplések |
| ------------------------- | ------------------------------------------------- | -------------------- | ----------------- |
| Spanyolország             | Rendező                                           | 2017. január 28.     | 10                |
| Hollandia                 | Címvédő                                           | 2019. december 15.   | 12                |
| Norvégia                  | 2020-as Európa-bajnokság, elődöntős               | 2020. december 12.   | 20                |
| Franciaország             | 2020-as Európa-bajnokság, elődöntős               | 2020. december 15.   | 14                |
| Horvátország              | 2020-as Európa-bajnokság, elődöntős               | 2020. december 15.   | 6                 |
| Dánia                     | 2020-as Európa-bajnokság, elődöntős               | 2020. december 15.   | 21                |
| Magyarország              | Európai selejtező győztese                        | 2021. április 18.    | 22                |
| Montenegró                | Európai selejtező győztese                        | 2021. április 20.    | 5                 |
| Németország               | Európai selejtező győztese                        | 2021. április 20.    | 12                |
| Ausztria                  | Európai selejtező győztese                        | 2021. április 20.    | 12                |
| Orosz kézilabda-szövetség | Európai selejtező győztese                        | 2021. április 20.    | 13                |
| Csehország                | Európai selejtező győztese                        | 2021. április 20.    | 6                 |
| Románia                   | Európai selejtező győztese                        | 2021. április 21.    | 24                |
| Szerbia                   | Európai selejtező győztese                        | 2021. április 21.    | 4                 |
| Svédország                | Európai selejtező győztese                        | 2021. április 21.    | 10                |
| Szlovénia                 | Európai selejtező győztese                        | 2021. április 21.    | 6                 |
| Angola                    | 2021-es Afrika-bajnokság, elődöntős               | 2021. június 15.     | 15                |
| Tunézia                   | 2021-es Afrika-bajnokság, elődöntős               | 2021. június 15.     | 9                 |
| Kongó                     | 2021-es Afrika-bajnokság, elődöntős               | 2021. június 15.     | 5                 |
| Kamerun                   | 2021-es Afrika-bajnokság, elődöntős               | 2021. június 15.     | 2                 |
| Szlovákia                 | Szabadkártya                                      | 2021. augusztus 8.   | 1                 |
| Lengyelország             | Szabadkártya                                      | 2021. augusztus 8.   | 16                |
| Puerto Rico               | Nor.Ca bajnokság győztese                         | 2021. augusztus 25.  | 1                 |
| Kazahsztán                | 2021-es Ázsia-bajnokság, első öt helyezettje      | 2021. szeptember 19. | 5                 |
| Dél-Korea                 | 2021-es Ázsia-bajnokság, első öt helyezettje      | 2021. szeptember 19. | 18                |
| Irán                      | 2021-es Ázsia-bajnokság, első öt helyezettje      | 2021. szeptember 21. | 0                 |
| Japán                     | 2021-es Ázsia-bajnokság, első öt helyezettje      | 2021. szeptember 21. | 19                |
| Kína                      | Szabadkártya                                      | 2021. szeptember 23. | 16                |
| Üzbegisztán               | 2021-es Ázsia-bajnokság, első öt helyezettje      | 2021. szeptember 25. | 1                 |
| Argentína                 | 2021-es Amerika-bajnokság, első három helyezettje | 2021. október 7.     | 10                |
| Brazília                  | 2021-es Amerika-bajnokság, első három helyezettje | 2021. október 7.     | 13                |
| Paraguay                  | 2021-es Amerika-bajnokság, első három helyezettje | 2021. október 9.     | 3                 |

## Sorsolás
A csoportkör sorsolását 2021. augusztus 12-én tartották Castellónban, Spanyolországban.

### Kiemelés
A kiemelést 2021. augusztus 8-án tették közzé. 
Rendezőként Spanyolország megválaszthatta a csoportját. Az ázsiai, észak- és dél-amerikai csapatok kiléte ismeretlen volt a sorsolás időpontjában.
| 1. kalap                                                                                                  | 2. kalap                                                                                    | 3. kalap                                                                                    | 4. kalap                                                                               |
| --- | ------------------------------------------------------------------------------------------- | ------------------------------------------------------------------------------------------- | -------------------------------------------------------------------------------------- |
| - Hollandia - Norvégia - Spanyolország - Franciaország - Horvátország - Dánia - Oroszország - Németország | - Montenegró - Magyarország - Svédország - Dél-Korea - Japán - Románia - Szerbia - Ausztria | - Angola - Brazília - Argentína - Kamerun - Csehország - Tunézia - Puerto Rico - Kazahsztán | - Irán - Szlovákia - Szlovénia - Üzbegisztán - Kína - Kongó - Paraguay - Lengyelország |

## Játékvezetők
2021. október 12-én 18 játékvezető párost neveztek meg.
| Játékvezetők        | Játékvezetők                    |
| ------------------- | ------------------------------- |
| Algéria             | Yousef Belkhiri Sid Ali Hamidi  |
| Argentína           | María Paolantoni Mariana García |
| Bosznia-Hercegovina | Amar Konjičanin Dino Konjičanin |
| Dánia               | Karina Christiansen Line Hansen |
| Dél-Korea           | Koo Bo-ok Lee Se-ok             |
| Egyiptom            | Yasmina El-Saied Heidy El-Saied |
| Franciaország       | Karim Gasmi Raouf Gasmi         |
| Horvátország        | Davor Lončar Zoran Lončar       |
| Moldova             | Alexei Covalciuc Igor Covalciuc |

| Játékvezetők  | Játékvezetők                        |
| ------------- | ----------------------------------- |
| Montenegró    | Novica Mitrović Miljan Vešović      |
| Németország   | Maike Merz Tanja Kuttler            |
| Portugália    | Marta Sá Vânia Sá                   |
| Románia       | Cristina Năstase Simona Stancu      |
| Oroszország   | Viktoria Alpaidze Tatiana Berezkina |
| Spanyolország | Javier Álvarez Ion Bustamante       |
| Szerbia       | Marko Sekulić Vladimir Jovandić     |
| Törökország   | Kürşad Erdoğan İbrahim Özdeniz      |
| Tunézia       | Samir Krichen Samir Makhlouf        |

## Csoportkör
Az időpontok helyi és magyar idő szerint (UTC+1) értendők.

### A csoport
| Hely. | Csapat        | M | Gy | D | V | G+ | G– | Gk  | P | Továbbjutás |
| ----- | ------------- | - | -- | - | - | -- | -- | --- | - | ----------- |
| 1.    | Franciaország | 3 | 3  | 0 | 0 | 83 | 57 | +26 | 6 | Középdöntő  |
| 2.    | Szlovénia     | 3 | 1  | 1 | 1 | 71 | 72 | −1  | 3 | Középdöntő  |
| 3.    | Montenegró    | 3 | 1  | 0 | 2 | 67 | 72 | −5  | 2 | Középdöntő  |
| 4.    | Angola        | 3 | 0  | 1 | 2 | 65 | 85 | −20 | 1 | Elnöki kupa |

| 2021. december 3. 18:00 | Franciaország    | 30–20       | Angola     | Palau d'Esports de Granollers, Granollers Nézőszám: 791 Játékvezetők: Lončar, Lončar (CRO) |
| 2021. december 3. 18:00 | Foppa, Granier 4 | (13–9)      | Venâncio 5 | Palau d'Esports de Granollers, Granollers Nézőszám: 791 Játékvezetők: Lončar, Lončar (CRO) |
| 2021. december 3. 18:00 | 4×               | Jegyzőkönyv | 7× 1×      | Palau d'Esports de Granollers, Granollers Nézőszám: 791 Játékvezetők: Lončar, Lončar (CRO) |

| 2021. december 3. 20:30 | Montenegró  | 18–28       | Szlovénia | Palau d'Esports de Granollers, Granollers Nézőszám: 1007 Játékvezetők: Álvarez, Bustamante (ESP) |
| 2021. december 3. 20:30 | Radičević 7 | (8–16)      | Gros 6    | Palau d'Esports de Granollers, Granollers Nézőszám: 1007 Játékvezetők: Álvarez, Bustamante (ESP) |
| 2021. december 3. 20:30 | 4× 1×       | Jegyzőkönyv | 5×        | Palau d'Esports de Granollers, Granollers Nézőszám: 1007 Játékvezetők: Álvarez, Bustamante (ESP) |

| 2021. december 5. 18:00 | Szlovénia | 18–29       | Franciaország | Palau d'Esports de Granollers, Granollers Nézőszám: 1211 Játékvezetők: Sá, Sá (POR) |
| 2021. december 5. 18:00 | Varagić 6 | (8–13)      | Nze Minko 6   | Palau d'Esports de Granollers, Granollers Nézőszám: 1211 Játékvezetők: Sá, Sá (POR) |
| 2021. december 5. 18:00 | 5×        | Jegyzőkönyv | 3×            | Palau d'Esports de Granollers, Granollers Nézőszám: 1211 Játékvezetők: Sá, Sá (POR) |

| 2021. december 5. 20:30 | Montenegró   | 30–20       | Angola   | Palau d'Esports de Granollers, Granollers Nézőszám: 1310 Játékvezetők: García, Paolantoni (ARG) |
| 2021. december 5. 20:30 | Radičević 12 | (11–9)      | Guialo 6 | Palau d'Esports de Granollers, Granollers Nézőszám: 1310 Játékvezetők: García, Paolantoni (ARG) |
| 2021. december 5. 20:30 | 2× 1×        | Jegyzőkönyv | 2× 1×    | Palau d'Esports de Granollers, Granollers Nézőszám: 1310 Játékvezetők: García, Paolantoni (ARG) |

| 2021. december 7. 18:00 | Angola    | 25–25       | Szlovénia | Palau d'Esports de Granollers, Granollers Nézőszám: 1450 Játékvezetők: Stancu, Lovin (ROU) |
| 2021. december 7. 18:00 | Pascoal 7 | (14–13)     | Gros 12   | Palau d'Esports de Granollers, Granollers Nézőszám: 1450 Játékvezetők: Stancu, Lovin (ROU) |
| 2021. december 7. 18:00 | 2×        | Jegyzőkönyv | 2× 1×     | Palau d'Esports de Granollers, Granollers Nézőszám: 1450 Játékvezetők: Stancu, Lovin (ROU) |

| 2021. december 7. 20:30 | Franciaország | 24–19       | Montenegró  | Palau d'Esports de Granollers, Granollers Nézőszám: 2481 Játékvezetők: Belkhiri, Hamidi (ALG) |
| 2021. december 7. 20:30 | Lassource 6   | (12–12)     | Radičević 7 | Palau d'Esports de Granollers, Granollers Nézőszám: 2481 Játékvezetők: Belkhiri, Hamidi (ALG) |
| 2021. december 7. 20:30 | 2× 3×         | Jegyzőkönyv | 4× 1×       | Palau d'Esports de Granollers, Granollers Nézőszám: 2481 Játékvezetők: Belkhiri, Hamidi (ALG) |

### B csoport
| Hely. | Csapat                    | M | Gy | D | V | G+ | G–  | Gk  | P | Továbbjutás |
| ----- | ------------------------- | - | -- | - | - | -- | --- | --- | - | ----------- |
| 1.    | Orosz kézilabda-szövetség | 3 | 3  | 0 | 0 | 98 | 63  | +35 | 6 | Középdöntő  |
| 2.    | Szerbia                   | 3 | 2  | 0 | 1 | 90 | 71  | +19 | 4 | Középdöntő  |
| 3.    | Lengyelország             | 3 | 1  | 0 | 2 | 77 | 70  | +7  | 2 | Középdöntő  |
| 4.    | Kamerun                   | 3 | 0  | 0 | 3 | 55 | 116 | −61 | 0 | Elnöki kupa |

| 2021. december 3. 18:00 | Orosz kézilabda-szövetség | 40–18       | Kamerun | Poliesportiu Pla de L'Arc, Llíria Nézőszám: 690 Játékvezetők: Koo, Lee (KOR) |
| 2021. december 3. 18:00 | Markova 6                 | (17–10)     | Ekoh 4  | Poliesportiu Pla de L'Arc, Llíria Nézőszám: 690 Játékvezetők: Koo, Lee (KOR) |
| 2021. december 3. 18:00 | 3×                        | Jegyzőkönyv | 3×      | Poliesportiu Pla de L'Arc, Llíria Nézőszám: 690 Játékvezetők: Koo, Lee (KOR) |

| 2021. december 3. 20:30 | Szerbia      | 25–21       | Lengyelország | Poliesportiu Pla de L'Arc, Llíria Nézőszám: 1067 Játékvezetők: Gasmi, Gasmi (FRA) |
| 2021. december 3. 20:30 | Janjušević 7 | (16–13)     | Rosiak 6      | Poliesportiu Pla de L'Arc, Llíria Nézőszám: 1067 Játékvezetők: Gasmi, Gasmi (FRA) |
| 2021. december 3. 20:30 | 4× 1×        | Jegyzőkönyv | 4× 2×         | Poliesportiu Pla de L'Arc, Llíria Nézőszám: 1067 Játékvezetők: Gasmi, Gasmi (FRA) |

| 2021. december 5. 18:00 | Lengyelország | 23–26       | Orosz kézilabda-szövetség | Poliesportiu Pla de L'Arc, Llíria Nézőszám: 1166 Játékvezetők: Christiansen, Hansen (DEN) |
| 2021. december 5. 18:00 | Rosiak 8      | (10–16)     | Iljina 8                  | Poliesportiu Pla de L'Arc, Llíria Nézőszám: 1166 Játékvezetők: Christiansen, Hansen (DEN) |
| 2021. december 5. 18:00 | 2× 1×         | Jegyzőkönyv | 3× 1×                     | Poliesportiu Pla de L'Arc, Llíria Nézőszám: 1166 Játékvezetők: Christiansen, Hansen (DEN) |

| 2021. december 5. 20:30 | Szerbia     | 43–18       | Kamerun | Poliesportiu Pla de L'Arc, Llíria Nézőszám: 1086 Játékvezetők: Belkhiri, Hamidi (ALG) |
| 2021. december 5. 20:30 | M. Agbaba 7 | (19–9)      | Ekoh 7  | Poliesportiu Pla de L'Arc, Llíria Nézőszám: 1086 Játékvezetők: Belkhiri, Hamidi (ALG) |
| 2021. december 5. 20:30 | 1× 1×       | Jegyzőkönyv | 6× 1×   | Poliesportiu Pla de L'Arc, Llíria Nézőszám: 1086 Játékvezetők: Belkhiri, Hamidi (ALG) |

| 2021. december 7. 18:00 | Kamerun | 19–33       | Lengyelország | Poliesportiu Pla de L'Arc, Llíria Játékvezetők: Sá, Sá (POR) |
| 2021. december 7. 18:00 | Ekoh 9  | (7–16)      | Roszak 9      | Poliesportiu Pla de L'Arc, Llíria Játékvezetők: Sá, Sá (POR) |
| 2021. december 7. 18:00 | 6×      | Jegyzőkönyv | 4×            | Poliesportiu Pla de L'Arc, Llíria Játékvezetők: Sá, Sá (POR) |

| 2021. december 7. 20:30 | Orosz kézilabda-szövetség | 32–22       | Szerbia                  | Poliesportiu Pla de L'Arc, Llíria Nézőszám: 1500 Játékvezetők: Merz, Kuttler (GER) |
| 2021. december 7. 20:30 | Manaharova 7              | (15–9)      | Radojević, Stoiljković 4 | Poliesportiu Pla de L'Arc, Llíria Nézőszám: 1500 Játékvezetők: Merz, Kuttler (GER) |
| 2021. december 7. 20:30 | 3×                        | Jegyzőkönyv | 4× 1×                    | Poliesportiu Pla de L'Arc, Llíria Nézőszám: 1500 Játékvezetők: Merz, Kuttler (GER) |

### C csoport
| Hely. | Csapat     | M | Gy | D | V | G+  | G–  | Gk  | P | Továbbjutás |
| ----- | ---------- | - | -- | - | - | --- | --- | --- | - | ----------- |
| 1.    | Norvégia   | 3 | 3  | 0 | 0 | 120 | 49  | +71 | 6 | Középdöntő  |
| 2.    | Románia    | 3 | 2  | 0 | 1 | 99  | 61  | +38 | 4 | Középdöntő  |
| 3.    | Kazahsztán | 3 | 1  | 0 | 2 | 66  | 109 | −43 | 2 | Középdöntő  |
| 4.    | Irán       | 3 | 0  | 0 | 3 | 45  | 111 | −66 | 0 | Elnöki kupa |

| 2021. december 3. 18:00 | Románia        | 39–11       | Irán          | Pabellón Ciutat de Castelló, Castelló Nézőszám: 600 Játékvezetők: Alpajdze, Berezskina (RUS) |
| 2021. december 3. 18:00 | Dincă, Laslo 6 | (20–3)      | Vatanparast 6 | Pabellón Ciutat de Castelló, Castelló Nézőszám: 600 Játékvezetők: Alpajdze, Berezskina (RUS) |
| 2021. december 3. 18:00 | 1×             | Jegyzőkönyv | 2× 1×         | Pabellón Ciutat de Castelló, Castelló Nézőszám: 600 Játékvezetők: Alpajdze, Berezskina (RUS) |

| 2021. december 3. 20:30 | Norvégia | 46–18       | Kazahsztán    | Pabellón Ciutat de Castelló, Castelló Nézőszám: 900 Játékvezetők: Erdoğan, Özdeniz (TUR) |
| 2021. december 3. 20:30 | Hovden 7 | (24–10)     | Alexandrova 7 | Pabellón Ciutat de Castelló, Castelló Nézőszám: 900 Játékvezetők: Erdoğan, Özdeniz (TUR) |
| 2021. december 3. 20:30 | 3× 1×    | Jegyzőkönyv |               | Pabellón Ciutat de Castelló, Castelló Nézőszám: 900 Játékvezetők: Erdoğan, Özdeniz (TUR) |

| 2021. december 5. 18:00 | Románia | 38–17       | Kazahsztán    | Pabellón Ciutat de Castelló, Castelló Nézőszám: 1200 Játékvezetők: El-Saied, El-Saied (EGY) |
| 2021. december 5. 18:00 | Moisă 6 | (14–9)      | Alexandrova 8 | Pabellón Ciutat de Castelló, Castelló Nézőszám: 1200 Játékvezetők: El-Saied, El-Saied (EGY) |
| 2021. december 5. 18:00 | 3×      | Jegyzőkönyv | 1× 1×         | Pabellón Ciutat de Castelló, Castelló Nézőszám: 1200 Játékvezetők: El-Saied, El-Saied (EGY) |

| 2021. december 5. 20:30 | Irán            | 9–41        | Norvégia           | Pabellón Ciutat de Castelló, Castelló Nézőszám: 850 Játékvezetők: Konjičanin, Konjičanin (BIH) |
| 2021. december 5. 20:30 | három játékos 2 | (3–22)      | Røsberg Jacobsen 7 | Pabellón Ciutat de Castelló, Castelló Nézőszám: 850 Játékvezetők: Konjičanin, Konjičanin (BIH) |
| 2021. december 5. 20:30 | 3×              | Jegyzőkönyv | 1×                 | Pabellón Ciutat de Castelló, Castelló Nézőszám: 850 Játékvezetők: Konjičanin, Konjičanin (BIH) |

| 2021. december 7. 18:00 | Kazahsztán    | 31–25       | Irán      | Pabellón Ciutat de Castelló, Castelló Nézőszám: 1400 Játékvezetők: García, Paolantoni (ARG) |
| 2021. december 7. 18:00 | Alexandrova 8 | (14–10)     | Kianara 6 | Pabellón Ciutat de Castelló, Castelló Nézőszám: 1400 Játékvezetők: García, Paolantoni (ARG) |
| 2021. december 7. 18:00 | 6×            | Jegyzőkönyv | 4×        | Pabellón Ciutat de Castelló, Castelló Nézőszám: 1400 Játékvezetők: García, Paolantoni (ARG) |

| 2021. december 7. 20:30 | Norvégia   | 33–22       | Románia | Pabellón Ciutat de Castelló, Castelló Nézőszám: 3200 Játékvezetők: Mitrović, Vešović (MNE) |
| 2021. december 7. 20:30 | Brattset 7 | (17–11)     | Laslo 6 | Pabellón Ciutat de Castelló, Castelló Nézőszám: 3200 Játékvezetők: Mitrović, Vešović (MNE) |
| 2021. december 7. 20:30 | 2× 2×      | Jegyzőkönyv | 4× 2×   | Pabellón Ciutat de Castelló, Castelló Nézőszám: 3200 Játékvezetők: Mitrović, Vešović (MNE) |

### D csoport
| Hely. | Csapat      | M | Gy | D | V | G+  | G–  | Gk  | P | Továbbjutás |
| ----- | ----------- | - | -- | - | - | --- | --- | --- | - | ----------- |
| 1.    | Hollandia   | 3 | 2  | 1 | 0 | 144 | 63  | +81 | 5 | Középdöntő  |
| 2.    | Svédország  | 3 | 2  | 1 | 0 | 125 | 56  | +69 | 5 | Középdöntő  |
| 3.    | Puerto Rico | 3 | 1  | 0 | 2 | 55  | 127 | −72 | 2 | Középdöntő  |
| 4.    | Üzbegisztán | 3 | 0  | 0 | 3 | 56  | 134 | −78 | 0 | Elnöki kupa |

| 2021. december 3. 18:00 | Hollandia                  | 55–15       | Puerto Rico | Palacio de los Deportes de Torrevieja, Torrevieja Nézőszám: 548 Játékvezetők: Covalciuc, Covalciuc (MDA) |
| 2021. december 3. 18:00 | Vollebregt, Van Wetering 8 | (23–6)      | Ceballos 5  | Palacio de los Deportes de Torrevieja, Torrevieja Nézőszám: 548 Játékvezetők: Covalciuc, Covalciuc (MDA) |
| 2021. december 3. 18:00 | 1× 1×                      | Jegyzőkönyv |             | Palacio de los Deportes de Torrevieja, Torrevieja Nézőszám: 548 Játékvezetők: Covalciuc, Covalciuc (MDA) |

| 2021. december 3. 20:30 | Svédország | 46–15       | Üzbegisztán                    | Palacio de los Deportes de Torrevieja, Torrevieja Nézőszám: 1138 Játékvezetők: Sekulić, Jovandić (SRB) |
| 2021. december 3. 20:30 | Lerby 6    | (22–11)     | Khudoykulova, Razakbergenova 3 | Palacio de los Deportes de Torrevieja, Torrevieja Nézőszám: 1138 Játékvezetők: Sekulić, Jovandić (SRB) |
| 2021. december 3. 20:30 | 1×         | Jegyzőkönyv | 1×                             | Palacio de los Deportes de Torrevieja, Torrevieja Nézőszám: 1138 Játékvezetők: Sekulić, Jovandić (SRB) |

| 2021. december 5. 15:30 | Svédország | 48–10       | Puerto Rico | Palacio de los Deportes de Torrevieja, Torrevieja Nézőszám: 907 Játékvezetők: Kuttler, Merz (GER) |
| 2021. december 5. 15:30 | Hagman 19  | (26–5)      | Ceballos 3  | Palacio de los Deportes de Torrevieja, Torrevieja Nézőszám: 907 Játékvezetők: Kuttler, Merz (GER) |
| 2021. december 5. 15:30 | 4× 2× 1×   | Jegyzőkönyv | 5×          | Palacio de los Deportes de Torrevieja, Torrevieja Nézőszám: 907 Játékvezetők: Kuttler, Merz (GER) |

| 2021. december 5. 18:00 | Üzbegisztán                | 17–58       | Hollandia      | Palacio de los Deportes de Torrevieja, Torrevieja Nézőszám: 1009 Játékvezetők: Mitrović, Vešović (MNE) |
| 2021. december 5. 18:00 | Abdumannonova, Bahromova 4 | (10–28)     | Bont, Nusser 7 | Palacio de los Deportes de Torrevieja, Torrevieja Nézőszám: 1009 Játékvezetők: Mitrović, Vešović (MNE) |
| 2021. december 5. 18:00 | 4×                         | Jegyzőkönyv | 1× 1×          | Palacio de los Deportes de Torrevieja, Torrevieja Nézőszám: 1009 Játékvezetők: Mitrović, Vešović (MNE) |

| 2021. december 7. 18:00 | Puerto Rico | 30–24       | Üzbegisztán     | Palacio de los Deportes de Torrevieja, Torrevieja Nézőszám: 571 Játékvezetők: Krichen, Makhlouf (TUN) |
| 2021. december 7. 18:00 | Ceballos 9  | (14–12)     | Khudoykulova 10 | Palacio de los Deportes de Torrevieja, Torrevieja Nézőszám: 571 Játékvezetők: Krichen, Makhlouf (TUN) |
| 2021. december 7. 18:00 | 4× 2×       | Jegyzőkönyv | 2× 1×           | Palacio de los Deportes de Torrevieja, Torrevieja Nézőszám: 571 Játékvezetők: Krichen, Makhlouf (TUN) |

| 2021. december 7. 20:30 | Hollandia | 31–31       | Svédország | Palacio de los Deportes de Torrevieja, Torrevieja Nézőszám: 1825 Játékvezetők: Konjičanin, Konjičanin (BIH) |
| 2021. december 7. 20:30 | Bont 6    | (17–18)     | Roberts 8  | Palacio de los Deportes de Torrevieja, Torrevieja Nézőszám: 1825 Játékvezetők: Konjičanin, Konjičanin (BIH) |
| 2021. december 7. 20:30 | 3×        | Jegyzőkönyv | 3×         | Palacio de los Deportes de Torrevieja, Torrevieja Nézőszám: 1825 Játékvezetők: Konjičanin, Konjičanin (BIH) |

### E csoport
| Hely. | Csapat       | M | Gy | D | V | G+ | G– | Gk  | P | Továbbjutás |
| ----- | ------------ | - | -- | - | - | -- | -- | --- | - | ----------- |
| 1.    | Németország  | 3 | 3  | 0 | 0 | 92 | 67 | +25 | 6 | Középdöntő  |
| 2.    | Magyarország | 3 | 2  | 0 | 1 | 91 | 83 | +8  | 4 | Középdöntő  |
| 3.    | Csehország   | 3 | 1  | 0 | 2 | 74 | 86 | −12 | 2 | Középdöntő  |
| 4.    | Szlovákia    | 3 | 0  | 0 | 3 | 74 | 95 | −21 | 0 | Elnöki kupa |

| 2021. december 2. 18:00 | Németország | 31–21       | Csehország      | Poliesportiu Pla de L'Arc, Llíria Nézőszám: 375 Játékvezetők: Belkhiri, Hamidi (ALG) |
| 2021. december 2. 18:00 | Maidhof 5   | (17–10)     | három játékos 4 | Poliesportiu Pla de L'Arc, Llíria Nézőszám: 375 Játékvezetők: Belkhiri, Hamidi (ALG) |
| 2021. december 2. 18:00 | 3× 1×       | Jegyzőkönyv | 4× 1×           | Poliesportiu Pla de L'Arc, Llíria Nézőszám: 375 Játékvezetők: Belkhiri, Hamidi (ALG) |

| 2021. december 2. 20:30 | Magyarország     | 35–29       | Szlovákia | Poliesportiu Pla de L'Arc, Llíria Nézőszám: 448 Játékvezetők: Christiansen, Hansen (DEN) |
| 2021. december 2. 20:30 | Háfra, Klujber 7 | (16–16)     | Bízik 8   | Poliesportiu Pla de L'Arc, Llíria Nézőszám: 448 Játékvezetők: Christiansen, Hansen (DEN) |
| 2021. december 2. 20:30 | 2×               | Jegyzőkönyv | 3×        | Poliesportiu Pla de L'Arc, Llíria Nézőszám: 448 Játékvezetők: Christiansen, Hansen (DEN) |

| 2021. december 4. 18:00 | Szlovákia         | 22–36       | Németország | Poliesportiu Pla de L'Arc, Llíria Nézőszám: 1144 Játékvezetők: Koo, Lee (KOR) |
| 2021. december 4. 18:00 | Bajčiová, Bízik 4 | (12–17)     | Grijseels 6 | Poliesportiu Pla de L'Arc, Llíria Nézőszám: 1144 Játékvezetők: Koo, Lee (KOR) |
| 2021. december 4. 18:00 | 3×                | Jegyzőkönyv | 3×          | Poliesportiu Pla de L'Arc, Llíria Nézőszám: 1144 Játékvezetők: Koo, Lee (KOR) |

| 2021. december 4. 20:30 | Magyarország | 32–29       | Csehország   | Poliesportiu Pla de L'Arc, Llíria Nézőszám: 1145 Játékvezetők: Gasmi, Gasmi (FRA) |
| 2021. december 4. 20:30 | Klujber 11   | (17–15)     | Jeřábková 10 | Poliesportiu Pla de L'Arc, Llíria Nézőszám: 1145 Játékvezetők: Gasmi, Gasmi (FRA) |
| 2021. december 4. 20:30 | 7× 2×        | Jegyzőkönyv | 2× 2×        | Poliesportiu Pla de L'Arc, Llíria Nézőszám: 1145 Játékvezetők: Gasmi, Gasmi (FRA) |

| 2021. december 6. 18:00 | Csehország           | 24–23       | Szlovákia | Poliesportiu Pla de L'Arc, Llíria Nézőszám: 1294 Játékvezetők: Erdoğan, Özdeniz (TUR) |
| 2021. december 6. 18:00 | Jeřábková, Zachová 4 | (15–14)     | Lancz 5   | Poliesportiu Pla de L'Arc, Llíria Nézőszám: 1294 Játékvezetők: Erdoğan, Özdeniz (TUR) |
| 2021. december 6. 18:00 | 3× 1×                | Jegyzőkönyv | 2× 2× 1×  | Poliesportiu Pla de L'Arc, Llíria Nézőszám: 1294 Játékvezetők: Erdoğan, Özdeniz (TUR) |

| 2021. december 6. 20:30 | Németország          | 25–24       | Magyarország | Poliesportiu Pla de L'Arc, Llíria Nézőszám: 2053 Játékvezetők: Álvarez, Bustamante (ESP) |
| 2021. december 6. 20:30 | Maidhof, Schmelzer 5 | (14–9)      | Lukács 5     | Poliesportiu Pla de L'Arc, Llíria Nézőszám: 2053 Játékvezetők: Álvarez, Bustamante (ESP) |
| 2021. december 6. 20:30 | 3× 1×                | Jegyzőkönyv | 3×           | Poliesportiu Pla de L'Arc, Llíria Nézőszám: 2053 Játékvezetők: Álvarez, Bustamante (ESP) |

### F csoport
| Hely. | Csapat    | M | Gy | D | V | G+  | G– | Gk  | P | Továbbjutás |
| ----- | --------- | - | -- | - | - | --- | -- | --- | - | ----------- |
| 1.    | Dánia     | 3 | 3  | 0 | 0 | 103 | 57 | +46 | 6 | Középdöntő  |
| 2.    | Dél-Korea | 3 | 2  | 0 | 1 | 91  | 87 | +4  | 4 | Középdöntő  |
| 3.    | Kongó     | 3 | 1  | 0 | 2 | 74  | 94 | −20 | 2 | Középdöntő  |
| 4.    | Tunézia   | 3 | 0  | 0 | 3 | 69  | 99 | −30 | 0 | Elnöki kupa |

| 2021. december 2. 18:00 | Dél-Korea | 37–23       | Kongó  | Palau d'Esports de Granollers, Granollers Nézőszám: 641 Játékvezetők: García, Paolantoni (ARG) |
| 2021. december 2. 18:00 | Kim S. 6  | (22–11)     | Nkou 5 | Palau d'Esports de Granollers, Granollers Nézőszám: 641 Játékvezetők: García, Paolantoni (ARG) |
| 2021. december 2. 18:00 | 3× 1×     | Jegyzőkönyv | 3×     | Palau d'Esports de Granollers, Granollers Nézőszám: 641 Játékvezetők: García, Paolantoni (ARG) |

| 2021. december 2. 20:30 | Dánia      | 35–16       | Tunézia  | Palau d'Esports de Granollers, Granollers Nézőszám: 727 Játékvezetők: Sá, Sá (POR) |
| 2021. december 2. 20:30 | Heindahl 6 | (16–8)      | Amiche 4 | Palau d'Esports de Granollers, Granollers Nézőszám: 727 Játékvezetők: Sá, Sá (POR) |
| 2021. december 2. 20:30 | 5×         | Jegyzőkönyv | 3×       | Palau d'Esports de Granollers, Granollers Nézőszám: 727 Játékvezetők: Sá, Sá (POR) |

| 2021. december 4. 18:00 | Dél-Korea | 31–29       | Tunézia  | Palau d'Esports de Granollers, Granollers Nézőszám: 491 Játékvezetők: Stancu, Lovin (ROU) |
| 2021. december 4. 18:00 | Ju 7      | (14–14)     | Rezgui 6 | Palau d'Esports de Granollers, Granollers Nézőszám: 491 Játékvezetők: Stancu, Lovin (ROU) |
| 2021. december 4. 18:00 | 4×        | Jegyzőkönyv | 2×       | Palau d'Esports de Granollers, Granollers Nézőszám: 491 Játékvezetők: Stancu, Lovin (ROU) |

| 2021. december 4. 20:30 | Kongó      | 18–33       | Dánia    | Palau d'Esports de Granollers, Granollers Nézőszám: 611 Játékvezetők: Lončar, Lončar (CRO) |
| 2021. december 4. 20:30 | Ngombele 5 | (7–18)      | Nolsøe 6 | Palau d'Esports de Granollers, Granollers Nézőszám: 611 Játékvezetők: Lončar, Lončar (CRO) |
| 2021. december 4. 20:30 | 4×         | Jegyzőkönyv | 5×       | Palau d'Esports de Granollers, Granollers Nézőszám: 611 Játékvezetők: Lončar, Lončar (CRO) |

| 2021. december 6. 18:00 | Tunézia   | 24–33       | Kongó    | Palau d'Esports de Granollers, Granollers Nézőszám: 972 Játékvezetők: Covalciuc, Covalciuc (MDA) |
| 2021. december 6. 18:00 | Hachana 7 | (9–18)      | Yimga 11 | Palau d'Esports de Granollers, Granollers Nézőszám: 972 Játékvezetők: Covalciuc, Covalciuc (MDA) |
| 2021. december 6. 18:00 | 1× 2×     | Jegyzőkönyv | 5× 3×    | Palau d'Esports de Granollers, Granollers Nézőszám: 972 Játékvezetők: Covalciuc, Covalciuc (MDA) |

| 2021. december 6. 20:30 | Dánia     | 35–23       | Dél-Korea | Palau d'Esports de Granollers, Granollers Nézőszám: 1502 Játékvezetők: Gasmi, Gasmi (FRA) |
| 2021. december 6. 20:30 | Iversen 6 | (19–14)     | Ju 9      | Palau d'Esports de Granollers, Granollers Nézőszám: 1502 Játékvezetők: Gasmi, Gasmi (FRA) |
| 2021. december 6. 20:30 | 2×        | Jegyzőkönyv | 2×        | Palau d'Esports de Granollers, Granollers Nézőszám: 1502 Játékvezetők: Gasmi, Gasmi (FRA) |

### G csoport
| Hely. | Csapat       | M | Gy | D | V | G+ | G–  | Gk  | P | Továbbjutás |
| ----- | ------------ | - | -- | - | - | -- | --- | --- | - | ----------- |
| 1.    | Brazília     | 3 | 3  | 0 | 0 | 92 | 69  | +23 | 6 | Középdöntő  |
| 2.    | Japán        | 3 | 2  | 0 | 1 | 93 | 72  | +21 | 4 | Középdöntő  |
| 3.    | Horvátország | 3 | 1  | 0 | 2 | 89 | 74  | +15 | 2 | Középdöntő  |
| 4.    | Paraguay     | 3 | 0  | 0 | 3 | 52 | 111 | −59 | 0 | Elnöki kupa |

| 2021. december 2. 18:00 | Horvátország | 25–30       | Brazília   | Pabellón Ciutat de Castelló, Castelló Nézőszám: 700 Játékvezetők: El-Saied, El-Saied (EGY) |
| 2021. december 2. 18:00 | Blažević 7   | (12–18)     | De Paula 7 | Pabellón Ciutat de Castelló, Castelló Nézőszám: 700 Játékvezetők: El-Saied, El-Saied (EGY) |
| 2021. december 2. 18:00 | 3× 1×        | Jegyzőkönyv | 3× 1×      | Pabellón Ciutat de Castelló, Castelló Nézőszám: 700 Játékvezetők: El-Saied, El-Saied (EGY) |

| 2021. december 2. 20:30 | Japán               | 40–17       | Paraguay           | Pabellón Ciutat de Castelló, Castelló Nézőszám: 400 Játékvezetők: Konjičanin, Konjičanin (BIH) |
| 2021. december 2. 20:30 | Aizawa, Yoshidome 6 | (19–10)     | Fiore, Fernández 4 | Pabellón Ciutat de Castelló, Castelló Nézőszám: 400 Játékvezetők: Konjičanin, Konjičanin (BIH) |
| 2021. december 2. 20:30 | 6×                  | Jegyzőkönyv | 2×                 | Pabellón Ciutat de Castelló, Castelló Nézőszám: 400 Játékvezetők: Konjičanin, Konjičanin (BIH) |

| 2021. december 4. 18:00 | Paraguay | 16–38       | Horvátország     | Pabellón Ciutat de Castelló, Castelló Nézőszám: 550 Játékvezetők: Erdoğan, Özdeniz (TUR) |
| 2021. december 4. 18:00 | Acuña 5  | (5–15)      | Blažević, Turk 6 | Pabellón Ciutat de Castelló, Castelló Nézőszám: 550 Játékvezetők: Erdoğan, Özdeniz (TUR) |
| 2021. december 4. 18:00 | 8×       | Jegyzőkönyv | 5× 1×            | Pabellón Ciutat de Castelló, Castelló Nézőszám: 550 Játékvezetők: Erdoğan, Özdeniz (TUR) |

| 2021. december 4. 20:30 | Japán           | 25–29       | Brazília  | Pabellón Ciutat de Castelló, Castelló Nézőszám: 890 Játékvezetők: Christiansen, Hansen (DEN) |
| 2021. december 4. 20:30 | három játékos 4 | (15–12)     | Cardoso 7 | Pabellón Ciutat de Castelló, Castelló Nézőszám: 890 Játékvezetők: Christiansen, Hansen (DEN) |
| 2021. december 4. 20:30 | 5×              | Jegyzőkönyv | 2× 1×     | Pabellón Ciutat de Castelló, Castelló Nézőszám: 890 Játékvezetők: Christiansen, Hansen (DEN) |

| 2021. december 6. 18:00 | Brazília   | 33–19       | Paraguay             | Pabellón Ciutat de Castelló, Castelló Nézőszám: 850 Játékvezetők: Koo, Lee (KOR) |
| 2021. december 6. 18:00 | Quintino 6 | (20–7)      | Fernández, Mendoza 3 | Pabellón Ciutat de Castelló, Castelló Nézőszám: 850 Játékvezetők: Koo, Lee (KOR) |
| 2021. december 6. 18:00 | 4× 1×      | Jegyzőkönyv | 1×                   | Pabellón Ciutat de Castelló, Castelló Nézőszám: 850 Játékvezetők: Koo, Lee (KOR) |

| 2021. december 6. 20:30 | Horvátország | 26–28       | Japán      | Pabellón Ciutat de Castelló, Castelló Nézőszám: 1100 Játékvezetők: Alpaidze, Berezkina (RUS) |
| 2021. december 6. 20:30 | Kalaus 6     | (14–14)     | Nakayama 9 | Pabellón Ciutat de Castelló, Castelló Nézőszám: 1100 Játékvezetők: Alpaidze, Berezkina (RUS) |
| 2021. december 6. 20:30 | 4× 1×        | Jegyzőkönyv | 7×         | Pabellón Ciutat de Castelló, Castelló Nézőszám: 1100 Játékvezetők: Alpaidze, Berezkina (RUS) |

### H csoport
| Hely. | Csapat            | M | Gy | D | V | G+ | G–  | Gk  | P | Továbbjutás |
| ----- | ----------------- | - | -- | - | - | -- | --- | --- | - | ----------- |
| 1.    | Spanyolország (H) | 3 | 3  | 0 | 0 | 93 | 50  | +43 | 6 | Középdöntő  |
| 2.    | Argentína         | 3 | 2  | 0 | 1 | 80 | 82  | −2  | 4 | Középdöntő  |
| 3.    | Ausztria          | 3 | 1  | 0 | 2 | 86 | 89  | −3  | 2 | Középdöntő  |
| 4.    | Kína              | 3 | 0  | 0 | 3 | 69 | 107 | −38 | 0 | Elnöki kupa |

| 2021. december 1. 20:30 | Spanyolország    | 29–13       | Argentína        | Palacio de los Deportes de Torrevieja, Torrevieja Nézőszám: 2080 Játékvezetők: Alpaidze, Berezkina (RUS) |
| 2021. december 1. 20:30 | Cabral, Campos 5 | (11–10)     | Karsten, Urban 3 | Palacio de los Deportes de Torrevieja, Torrevieja Nézőszám: 2080 Játékvezetők: Alpaidze, Berezkina (RUS) |
| 2021. december 1. 20:30 | 4× 2×            | Jegyzőkönyv | 5×               | Palacio de los Deportes de Torrevieja, Torrevieja Nézőszám: 2080 Játékvezetők: Alpaidze, Berezkina (RUS) |

| 2021. december 2. 18:00 | Ausztria | 38–27       | Kína    | Palacio de los Deportes de Torrevieja, Torrevieja Nézőszám: 250 Játékvezetők: Mitrović, Vešović (MNE) |
| 2021. december 2. 18:00 | Pandza 9 | (22–13)     | Zhang 8 | Palacio de los Deportes de Torrevieja, Torrevieja Nézőszám: 250 Játékvezetők: Mitrović, Vešović (MNE) |
| 2021. december 2. 18:00 | 4×       | Jegyzőkönyv | 9× 2×   | Palacio de los Deportes de Torrevieja, Torrevieja Nézőszám: 250 Játékvezetők: Mitrović, Vešović (MNE) |

| 2021. december 4. 18:00 | Ausztria  | 29–31       | Argentína  | Palacio de los Deportes de Torrevieja, Torrevieja Nézőszám: 1622 Játékvezetők: Krichen, Makhlouf (TUN) |
| 2021. december 4. 18:00 | Pandza 10 | (14–18)     | Karsten 11 | Palacio de los Deportes de Torrevieja, Torrevieja Nézőszám: 1622 Játékvezetők: Krichen, Makhlouf (TUN) |
| 2021. december 4. 18:00 | 8× 2× 1×  | Jegyzőkönyv | 4×         | Palacio de los Deportes de Torrevieja, Torrevieja Nézőszám: 1622 Játékvezetők: Krichen, Makhlouf (TUN) |

| 2021. december 4. 20:30 | Kína      | 18–33       | Spanyolország | Palacio de los Deportes de Torrevieja, Torrevieja Nézőszám: 2619 Játékvezetők: Covalciuc, Covalciuc (MDA) |
| 2021. december 4. 20:30 | Wang S. 3 | (7–16)      | Cabral 5      | Palacio de los Deportes de Torrevieja, Torrevieja Nézőszám: 2619 Játékvezetők: Covalciuc, Covalciuc (MDA) |
| 2021. december 4. 20:30 | 5× 1×     | Jegyzőkönyv | 2× 1×         | Palacio de los Deportes de Torrevieja, Torrevieja Nézőszám: 2619 Játékvezetők: Covalciuc, Covalciuc (MDA) |

| 2021. december 6. 18:00 | Argentína | 36–24       | Kína  | Palacio de los Deportes de Torrevieja, Torrevieja Nézőszám: 1326 Játékvezetők: El-Saied, El-Saied (EGY) |
| 2021. december 6. 18:00 | Karsten 8 | (17–9)      | Jin 8 | Palacio de los Deportes de Torrevieja, Torrevieja Nézőszám: 1326 Játékvezetők: El-Saied, El-Saied (EGY) |
| 2021. december 6. 18:00 |           | Jegyzőkönyv | 6×    | Palacio de los Deportes de Torrevieja, Torrevieja Nézőszám: 1326 Játékvezetők: El-Saied, El-Saied (EGY) |

| 2021. december 6. 20:30 | Spanyolország | 31–19       | Ausztria | Palacio de los Deportes de Torrevieja, Torrevieja Nézőszám: 3000 Játékvezetők: Sekulić, Jovandić (SRB) |
| 2021. december 6. 20:30 | Martín 9      | (14–6)      | Kovács 8 | Palacio de los Deportes de Torrevieja, Torrevieja Nézőszám: 3000 Játékvezetők: Sekulić, Jovandić (SRB) |
| 2021. december 6. 20:30 | 2× 2×         | Jegyzőkönyv | 3×       | Palacio de los Deportes de Torrevieja, Torrevieja Nézőszám: 3000 Játékvezetők: Sekulić, Jovandić (SRB) |

## Elnöki kupa

### I. csoport
| Hely. | Csapat      | M | Gy | D | V | G+  | G–  | Gk  | P | Továbbjutás |
| ----- | ----------- | - | -- | - | - | --- | --- | --- | - | ----------- |
| 1.    | Angola      | 3 | 3  | 0 | 0 | 128 | 43  | +85 | 6 | 25. helyért |
| 2.    | Kamerun     | 3 | 2  | 0 | 1 | 98  | 75  | +23 | 4 | 27. helyért |
| 3.    | Üzbegisztán | 3 | 1  | 0 | 2 | 71  | 126 | −55 | 2 | 29. helyért |
| 4.    | Irán        | 3 | 0  | 0 | 3 | 57  | 110 | −53 | 0 | 31. helyért |

| 2021. december 9. 15:00 | Angola    | 35–24       | Kamerun | Poliesportiu Pla de L'Arc, Llíria Nézőszám: 220 Játékvezetők: Lovin, Stancu (ROU) |
| 2021. december 9. 15:00 | Kassoma 6 | (16–14)     | Ekoh 7  | Poliesportiu Pla de L'Arc, Llíria Nézőszám: 220 Játékvezetők: Lovin, Stancu (ROU) |
| 2021. december 9. 15:00 | 6× 2× 1×  | Jegyzőkönyv | 2× 1×   | Poliesportiu Pla de L'Arc, Llíria Nézőszám: 220 Játékvezetők: Lovin, Stancu (ROU) |

| 2021. december 9. 17:30 | Irán      | 32–37       | Üzbegisztán     | Poliesportiu Pla de L'Arc, Llíria Nézőszám: 415 Játékvezetők: El-Saied, El-Saied (EGY) |
| 2021. december 9. 17:30 | Ghasemi 9 | (18–20)     | Khudoykulova 11 | Poliesportiu Pla de L'Arc, Llíria Nézőszám: 415 Játékvezetők: El-Saied, El-Saied (EGY) |
| 2021. december 9. 17:30 | 3× 1×     | Jegyzőkönyv | 3× 1×           | Poliesportiu Pla de L'Arc, Llíria Nézőszám: 415 Játékvezetők: El-Saied, El-Saied (EGY) |

| 2021. december 11. 15:00 | Angola    | 41–8        | Irán      | Poliesportiu Pla de L'Arc, Llíria Nézőszám: 285 Játékvezetők: Stancu, Lovin (ROU) |
| 2021. december 11. 15:00 | Kassoma 8 | (24–4)      | Kianara 4 | Poliesportiu Pla de L'Arc, Llíria Nézőszám: 285 Játékvezetők: Stancu, Lovin (ROU) |
| 2021. december 11. 15:00 | 3× 2×     | Jegyzőkönyv | 1×        | Poliesportiu Pla de L'Arc, Llíria Nézőszám: 285 Játékvezetők: Stancu, Lovin (ROU) |

| 2021. december 11. 17:30 | Kamerun  | 42–23       | Üzbegisztán | Poliesportiu Pla de L'Arc, Llíria Nézőszám: 400 Játékvezetők: Sá, Sá (POR) |
| 2021. december 11. 17:30 | Ateba 14 | (19–6)      | Bahromova 6 | Poliesportiu Pla de L'Arc, Llíria Nézőszám: 400 Játékvezetők: Sá, Sá (POR) |
| 2021. december 11. 17:30 | 1× 1×    | Jegyzőkönyv | 3×          | Poliesportiu Pla de L'Arc, Llíria Nézőszám: 400 Játékvezetők: Sá, Sá (POR) |

| 2021. december 13. 15:00 | Üzbegisztán | 11–52       | Angola    | Poliesportiu Pla de L'Arc, Llíria Nézőszám: 50 Játékvezetők: Sá, Sá (POR) |
| 2021. december 13. 15:00 | Mirzaeva 3  | (5–30)      | Kassoma 8 | Poliesportiu Pla de L'Arc, Llíria Nézőszám: 50 Játékvezetők: Sá, Sá (POR) |
| 2021. december 13. 15:00 | 1×          | Jegyzőkönyv | 2× 1×     | Poliesportiu Pla de L'Arc, Llíria Nézőszám: 50 Játékvezetők: Sá, Sá (POR) |

| 2021. december 13. 17:30 | Kamerun  | 32–17       | Irán      | Poliesportiu Pla de L'Arc, Llíria Nézőszám: 120 Játékvezetők: Erdoğan, Özdeniz (TUR) |
| 2021. december 13. 17:30 | Ebanga 7 | (14–9)      | Kianara 5 | Poliesportiu Pla de L'Arc, Llíria Nézőszám: 120 Játékvezetők: Erdoğan, Özdeniz (TUR) |
| 2021. december 13. 17:30 | 1×       | Jegyzőkönyv | 1×        | Poliesportiu Pla de L'Arc, Llíria Nézőszám: 120 Játékvezetők: Erdoğan, Özdeniz (TUR) |

### II. csoport
| Hely. | Csapat    | M | Gy | D | V | G+ | G– | Gk  | P | Továbbjutás |
| ----- | --------- | - | -- | - | - | -- | -- | --- | - | ----------- |
| 1.    | Szlovákia | 3 | 3  | 0 | 0 | 74 | 54 | +20 | 6 | 25. helyért |
| 2.    | Tunézia   | 3 | 2  | 0 | 1 | 72 | 59 | +13 | 4 | 27. helyért |
| 3.    | Paraguay  | 3 | 1  | 0 | 2 | 85 | 92 | −7  | 2 | 29. helyért |
| 4.    | Kína      | 3 | 0  | 0 | 3 | 24 | 50 | −26 | 0 | 31. helyért |

1. ↑  A kínai válogatott az első mérkőzés után pozitív Covid19 esetek miatt visszalépett a tornától.[19]

| 2021. december 8. 15:00 | Szlovákia | 31–27       | Tunézia  | Poliesportiu Pla de L'Arc, Llíria Nézőszám: 320 Játékvezetők: Erdoğan, Özdeniz (TUR) |
| 2021. december 8. 15:00 | Bízik 9   | (17–14)     | Rezgui 6 | Poliesportiu Pla de L'Arc, Llíria Nézőszám: 320 Játékvezetők: Erdoğan, Özdeniz (TUR) |
| 2021. december 8. 15:00 | 3× 3×     | Jegyzőkönyv | 2× 2×    | Poliesportiu Pla de L'Arc, Llíria Nézőszám: 320 Játékvezetők: Erdoğan, Özdeniz (TUR) |

| 2021. december 8. 17:30 | Paraguay  | 30–24       | Kína  | Poliesportiu Pla de L'Arc, Llíria Nézőszám: 966 Játékvezetők: Sá, Sá (POR) |
| 2021. december 8. 17:30 | Mendoza 6 | (12–12)     | Jin 9 | Poliesportiu Pla de L'Arc, Llíria Nézőszám: 966 Játékvezetők: Sá, Sá (POR) |
| 2021. december 8. 17:30 | 3× 1×     | Jegyzőkönyv | 7× 1× | Poliesportiu Pla de L'Arc, Llíria Nézőszám: 966 Játékvezetők: Sá, Sá (POR) |

| 2021. december 10. 15:00 | Szlovákia | 33–27       | Paraguay       | Poliesportiu Pla de L'Arc, Llíria Nézőszám: 120 Játékvezetők: El-Saied, El-Saied (EGY) |
| 2021. december 10. 15:00 | Lancz 9   | (16–15)     | Acuña, Fiore 8 | Poliesportiu Pla de L'Arc, Llíria Nézőszám: 120 Játékvezetők: El-Saied, El-Saied (EGY) |
| 2021. december 10. 15:00 | 2× 3×     | Jegyzőkönyv | 4× 1×          | Poliesportiu Pla de L'Arc, Llíria Nézőszám: 120 Játékvezetők: El-Saied, El-Saied (EGY) |

| 2021. december 10. 17:30 | Tunézia | 10–0 | Kína | Poliesportiu Pla de L'Arc, Llíria |
| 2021. december 10. 17:30 |         |      |      | Poliesportiu Pla de L'Arc, Llíria |
| 2021. december 10. 17:30 |         |      |      | Poliesportiu Pla de L'Arc, Llíria |

| 2021. december 12. 15:00 | Kína | 0–10 | Szlovákia | Poliesportiu Pla de L'Arc, Llíria |
| 2021. december 12. 15:00 |      |      |           | Poliesportiu Pla de L'Arc, Llíria |
| 2021. december 12. 15:00 |      |      |           | Poliesportiu Pla de L'Arc, Llíria |

| 2021. december 12. 17:30 | Tunézia   | 35–28       | Paraguay    | Poliesportiu Pla de L'Arc, Llíria Nézőszám: 823 Játékvezetők: Lovin, Stancu (ROU) |
| 2021. december 12. 17:30 | Hachana 8 | (17–11)     | Fernández 8 | Poliesportiu Pla de L'Arc, Llíria Nézőszám: 823 Játékvezetők: Lovin, Stancu (ROU) |
| 2021. december 12. 17:30 | 4×        | Jegyzőkönyv | 3× 1×       | Poliesportiu Pla de L'Arc, Llíria Nézőszám: 823 Játékvezetők: Lovin, Stancu (ROU) |

### A 31. helyért
| 2021. december 15. | Irán | 10–0 | Kína | Poliesportiu Pla de L'Arc, Llíria |
| 2021. december 15. |      |      |      | Poliesportiu Pla de L'Arc, Llíria |
| 2021. december 15. |      |      |      | Poliesportiu Pla de L'Arc, Llíria |

### A 29. helyért
| 2021. december 15. 12:30 | Üzbegisztán      | 33–39       | Paraguay | Poliesportiu Pla de L'Arc, Llíria Nézőszám: 450 Játékvezetők: El-Saied, El-Saied (EGY) |
| 2021. december 15. 12:30 | Abdumannonova 11 | (19–19)     | Fiore 10 | Poliesportiu Pla de L'Arc, Llíria Nézőszám: 450 Játékvezetők: El-Saied, El-Saied (EGY) |
| 2021. december 15. 12:30 | 2×               | Jegyzőkönyv | 2×       | Poliesportiu Pla de L'Arc, Llíria Nézőszám: 450 Játékvezetők: El-Saied, El-Saied (EGY) |

### A 27. helyért
| 2021. december 15. 15:00 | Kamerun         | 29–35       | Tunézia    | Poliesportiu Pla de L'Arc, Llíria Nézőszám: 500 Játékvezetők: Erdoğan, Özdeniz (TUR) |
| 2021. december 15. 15:00 | Essam, Ebanga 9 | (15–20)     | Hachana 10 | Poliesportiu Pla de L'Arc, Llíria Nézőszám: 500 Játékvezetők: Erdoğan, Özdeniz (TUR) |
| 2021. december 15. 15:00 | 2× 1×           | Jegyzőkönyv | 3× 2×      | Poliesportiu Pla de L'Arc, Llíria Nézőszám: 500 Játékvezetők: Erdoğan, Özdeniz (TUR) |

### A 25. helyért
| 2021. december 15. 17:30 | Angola            | 23–21       | Szlovákia | Poliesportiu Pla de L'Arc, Llíria Nézőszám: 340 Játékvezetők: Koo, Lee (KOR) |
| 2021. december 15. 17:30 | Guialo, Kassoma 6 | (11–9)      | Bízik 7   | Poliesportiu Pla de L'Arc, Llíria Nézőszám: 340 Játékvezetők: Koo, Lee (KOR) |
| 2021. december 15. 17:30 | 5× 1×             | Jegyzőkönyv | 4×        | Poliesportiu Pla de L'Arc, Llíria Nézőszám: 340 Játékvezetők: Koo, Lee (KOR) |

## Középdöntő

### 1. csoport
| Hely. | Csapat                    | M | Gy | D | V | G+  | G–  | Gk  | P  | Továbbjutás |
| ----- | ------------------------- | - | -- | - | - | --- | --- | --- | -- | ----------- |
| 1.    | Franciaország             | 5 | 5  | 0 | 0 | 134 | 100 | +34 | 10 | Negyeddöntő |
| 2.    | Orosz kézilabda-szövetség | 5 | 3  | 1 | 1 | 143 | 129 | +14 | 7  | Negyeddöntő |
| 3.    | Szerbia                   | 5 | 3  | 0 | 2 | 124 | 125 | −1  | 6  |             |
| 4.    | Lengyelország             | 5 | 2  | 0 | 3 | 120 | 131 | −11 | 4  |             |
| 5.    | Szlovénia                 | 5 | 1  | 1 | 3 | 123 | 131 | −8  | 3  |             |
| 6.    | Montenegró                | 5 | 0  | 0 | 5 | 115 | 143 | −28 | 0  |             |

| 2021. december 9. 15:30 | Orosz kézilabda-szövetség | 26–26       | Szlovénia | Palau d'Esports de Granollers, Granollers Nézőszám: 385 Játékvezetők: García, Paolantoni (ARG) |
| 2021. december 9. 15:30 | Iljina 7                  | (14–15)     | Stanko 7  | Palau d'Esports de Granollers, Granollers Nézőszám: 385 Játékvezetők: García, Paolantoni (ARG) |
| 2021. december 9. 15:30 | 2×                        | Jegyzőkönyv | 6× 1×     | Palau d'Esports de Granollers, Granollers Nézőszám: 385 Játékvezetők: García, Paolantoni (ARG) |

| 2021. december 9. 18:00 | Montenegró  | 25–27       | Szerbia     | Palau d'Esports de Granollers, Granollers Nézőszám: 810 Játékvezetők: Álvarez, Bustamante (ESP) |
| 2021. december 9. 18:00 | Radičević 8 | (18–14)     | Radojević 8 | Palau d'Esports de Granollers, Granollers Nézőszám: 810 Játékvezetők: Álvarez, Bustamante (ESP) |
| 2021. december 9. 18:00 | 6×          | Jegyzőkönyv | 1× 1×       | Palau d'Esports de Granollers, Granollers Nézőszám: 810 Játékvezetők: Álvarez, Bustamante (ESP) |

| 2021. december 9. 20:30 | Franciaország | 26–16       | Lengyelország   | Palau d'Esports de Granollers, Granollers Nézőszám: 884 Játékvezetők: Lončar, Lončar (CRO) |
| 2021. december 9. 20:30 | Foppa 5       | (14–9)      | három játékos 3 | Palau d'Esports de Granollers, Granollers Nézőszám: 884 Játékvezetők: Lončar, Lončar (CRO) |
| 2021. december 9. 20:30 | 1× 1×         | Jegyzőkönyv | 4×              | Palau d'Esports de Granollers, Granollers Nézőszám: 884 Játékvezetők: Lončar, Lončar (CRO) |

| 2021. december 11. 15:30 | Montenegró           | 25–31       | Orosz kézilabda-szövetség   | Palau d'Esports de Granollers, Granollers Nézőszám: 843 Játékvezetők: Erdoğan, Özdeniz (TUR) |
| 2021. december 11. 15:30 | Brnović, Radičević 7 | (10–18)     | Fomina, Szkorobogatcsenko 6 | Palau d'Esports de Granollers, Granollers Nézőszám: 843 Játékvezetők: Erdoğan, Özdeniz (TUR) |
| 2021. december 11. 15:30 | 5× 2×                | Jegyzőkönyv | 5× 2×                       | Palau d'Esports de Granollers, Granollers Nézőszám: 843 Játékvezetők: Erdoğan, Özdeniz (TUR) |

| 2021. december 11. 18:00 | Szerbia     | 19–22       | Franciaország | Palau d'Esports de Granollers, Granollers Nézőszám: 975 Játékvezetők: Álvarez, Bustamante (ESP) |
| 2021. december 11. 18:00 | Radojević 5 | (12–9)      | Zaadi 6       | Palau d'Esports de Granollers, Granollers Nézőszám: 975 Játékvezetők: Álvarez, Bustamante (ESP) |
| 2021. december 11. 18:00 | 2× 2×       | Jegyzőkönyv | 5× 1×         | Palau d'Esports de Granollers, Granollers Nézőszám: 975 Játékvezetők: Álvarez, Bustamante (ESP) |

| 2021. december 11. 20:30 | Szlovénia | 26–27       | Lengyelország | Palau d'Esports de Granollers, Granollers Nézőszám: 902 Játékvezetők: Covalciuc, Covalciuc (MDA) |
| 2021. december 11. 20:30 | Gros 8    | (13–12)     | Nocuń 6       | Palau d'Esports de Granollers, Granollers Nézőszám: 902 Játékvezetők: Covalciuc, Covalciuc (MDA) |
| 2021. december 11. 20:30 | 4×        | Jegyzőkönyv | 1× 1×         | Palau d'Esports de Granollers, Granollers Nézőszám: 902 Játékvezetők: Covalciuc, Covalciuc (MDA) |

| 2021. december 13. 15:30 | Lengyelország | 33–28       | Montenegró | Palau d'Esports de Granollers, Granollers Nézőszám: 320 Játékvezetők: Paolantoni, García (ARG) |
| 2021. december 13. 15:30 | Rosiak 7      | (16–9)      | Brnović 6  | Palau d'Esports de Granollers, Granollers Nézőszám: 320 Játékvezetők: Paolantoni, García (ARG) |
| 2021. december 13. 15:30 | 3× 1×         | Jegyzőkönyv | 2× 2×      | Palau d'Esports de Granollers, Granollers Nézőszám: 320 Játékvezetők: Paolantoni, García (ARG) |

| 2021. december 13. 18:00 | Szerbia       | 31–25       | Szlovénia | Palau d'Esports de Granollers, Granollers Nézőszám: 1180 Játékvezetők: Merz, Kuttler (GER) |
| 2021. december 13. 18:00 | Stoiljković 7 | (19–14)     | Varagić 5 | Palau d'Esports de Granollers, Granollers Nézőszám: 1180 Játékvezetők: Merz, Kuttler (GER) |
| 2021. december 13. 18:00 | 3× 2×         | Jegyzőkönyv | 5×        | Palau d'Esports de Granollers, Granollers Nézőszám: 1180 Játékvezetők: Merz, Kuttler (GER) |

| 2021. december 13. 20:30 | Orosz kézilabda-szövetség | 28–33       | Franciaország   | Palau d'Esports de Granollers, Granollers Nézőszám: 2620 Játékvezetők: Álvarez, Bustamante (ESP) |
| 2021. december 13. 20:30 | Manaharova 5              | (12–17)     | Pineau, Foppa 5 | Palau d'Esports de Granollers, Granollers Nézőszám: 2620 Játékvezetők: Álvarez, Bustamante (ESP) |
| 2021. december 13. 20:30 | 2×                        | Jegyzőkönyv | 3× 1×           | Palau d'Esports de Granollers, Granollers Nézőszám: 2620 Játékvezetők: Álvarez, Bustamante (ESP) |

### 2. csoport
| Hely. | Csapat      | M | Gy | D | V | G+  | G–  | Gk   | P | Továbbjutás |
| ----- | ----------- | - | -- | - | - | --- | --- | ---- | - | ----------- |
| 1.    | Norvégia    | 5 | 4  | 1 | 0 | 189 | 111 | +78  | 9 | Negyeddöntő |
| 2.    | Svédország  | 5 | 3  | 2 | 0 | 198 | 121 | +77  | 8 | Negyeddöntő |
| 3.    | Hollandia   | 5 | 3  | 1 | 1 | 212 | 128 | +84  | 7 |             |
| 4.    | Románia     | 5 | 2  | 0 | 3 | 163 | 135 | +28  | 4 |             |
| 5.    | Puerto Rico | 5 | 1  | 0 | 4 | 82  | 216 | −134 | 2 |             |
| 6.    | Kazahsztán  | 5 | 0  | 0 | 5 | 97  | 230 | −133 | 0 |             |

| 2021. december 9. 15:30 | Hollandia      | 31–30       | Románia         | Pabellón Ciutat de Castelló, Castelló Nézőszám: 450 Játékvezetők: Alpaidze, Berezkina (RUS) |
| 2021. december 9. 15:30 | van Wetering 6 | (17–14)     | Laslo, Pintea 6 | Pabellón Ciutat de Castelló, Castelló Nézőszám: 450 Játékvezetők: Alpaidze, Berezkina (RUS) |
| 2021. december 9. 15:30 | 2×             | Jegyzőkönyv | 3× 1×           | Pabellón Ciutat de Castelló, Castelló Nézőszám: 450 Játékvezetők: Alpaidze, Berezkina (RUS) |

| 2021. december 9. 18:00 | Norvégia   | 43–7        | Puerto Rico     | Pabellón Ciutat de Castelló, Castelló Nézőszám: 350 Játékvezetők: Erdoğan, Özdeniz (TUR) |
| 2021. december 9. 18:00 | Solberg 10 | (21–3)      | három játékos 2 | Pabellón Ciutat de Castelló, Castelló Nézőszám: 350 Játékvezetők: Erdoğan, Özdeniz (TUR) |
| 2021. december 9. 18:00 | 1×         | Jegyzőkönyv | 1×              | Pabellón Ciutat de Castelló, Castelló Nézőszám: 350 Játékvezetők: Erdoğan, Özdeniz (TUR) |

| 2021. december 9. 20:30 | Kazahsztán    | 20–55       | Svédország | Pabellón Ciutat de Castelló, Castelló Nézőszám: 290 Játékvezetők: Koo, Lee (KOR) |
| 2021. december 9. 20:30 | Alexandrova 7 | (10–21)     | Hagman 19  | Pabellón Ciutat de Castelló, Castelló Nézőszám: 290 Játékvezetők: Koo, Lee (KOR) |
| 2021. december 9. 20:30 | 2×            | Jegyzőkönyv | 1× 1×      | Pabellón Ciutat de Castelló, Castelló Nézőszám: 290 Játékvezetők: Koo, Lee (KOR) |

| 2021. december 11. 15:30 | Románia      | 43–20       | Puerto Rico         | Pabellón Ciutat de Castelló, Castelló Nézőszám: 650 Játékvezetők: Mitrović, Vešović (MNE) |
| 2021. december 11. 15:30 | Dindiligan 7 | (20–9)      | Ceballos, Fuentes 4 | Pabellón Ciutat de Castelló, Castelló Nézőszám: 650 Játékvezetők: Mitrović, Vešović (MNE) |
| 2021. december 11. 15:30 | 2× 2×        | Jegyzőkönyv | 3×                  | Pabellón Ciutat de Castelló, Castelló Nézőszám: 650 Játékvezetők: Mitrović, Vešović (MNE) |

| 2021. december 11. 18:00 | Kazahsztán    | 15–61       | Hollandia       | Pabellón Ciutat de Castelló, Castelló Nézőszám: 950 Játékvezetők: Koo, Lee (KOR) |
| 2021. december 11. 18:00 | Alexandrova 5 | (9–27)      | van Wetering 18 | Pabellón Ciutat de Castelló, Castelló Nézőszám: 950 Játékvezetők: Koo, Lee (KOR) |
| 2021. december 11. 18:00 | 3× 1×         | Jegyzőkönyv | 1×              | Pabellón Ciutat de Castelló, Castelló Nézőszám: 950 Játékvezetők: Koo, Lee (KOR) |

| 2021. december 11. 20:30 | Svédország | 30–30       | Norvégia      | Pabellón Ciutat de Castelló, Castelló Nézőszám: 2100 Játékvezetők: Kuttler, Merz (GER) |
| 2021. december 11. 20:30 | Hagman 9   | (12–14)     | Kristiansen 7 | Pabellón Ciutat de Castelló, Castelló Nézőszám: 2100 Játékvezetők: Kuttler, Merz (GER) |
| 2021. december 11. 20:30 | 4× 1×      | Jegyzőkönyv | 2× 2×         | Pabellón Ciutat de Castelló, Castelló Nézőszám: 2100 Játékvezetők: Kuttler, Merz (GER) |

| 2021. december 13. 15:30 | Puerto Rico | 30–27       | Kazahsztán    | Pabellón Ciutat de Castelló, Castelló Nézőszám: 250 Játékvezetők: Koo, Lee (KOR) |
| 2021. december 13. 15:30 | Ceballos 13 | (13–11)     | Alexandrova 8 | Pabellón Ciutat de Castelló, Castelló Nézőszám: 250 Játékvezetők: Koo, Lee (KOR) |
| 2021. december 13. 15:30 | 3×          | Jegyzőkönyv | 3×            | Pabellón Ciutat de Castelló, Castelló Nézőszám: 250 Játékvezetők: Koo, Lee (KOR) |

| 2021. december 13. 18:00 | Svédország | 34–30       | Románia | Pabellón Ciutat de Castelló, Castelló Nézőszám: 1600 Játékvezetők: Mitrović, Vešović (MNE) |
| 2021. december 13. 18:00 | Blohm 7    | (19–14)     | Laslo 7 | Pabellón Ciutat de Castelló, Castelló Nézőszám: 1600 Játékvezetők: Mitrović, Vešović (MNE) |
| 2021. december 13. 18:00 | 1× 2×      | Jegyzőkönyv | 4× 2×   | Pabellón Ciutat de Castelló, Castelló Nézőszám: 1600 Játékvezetők: Mitrović, Vešović (MNE) |

| 2021. december 13. 20:30 | Hollandia  | 34–37       | Norvégia  | Pabellón Ciutat de Castelló, Castelló Nézőszám: 2500 Játékvezetők: Konjičanin, Konjičanin (BIH) |
| 2021. december 13. 20:30 | Housheer 9 | (17–17)     | Reistad 9 | Pabellón Ciutat de Castelló, Castelló Nézőszám: 2500 Játékvezetők: Konjičanin, Konjičanin (BIH) |
| 2021. december 13. 20:30 | 4×         | Jegyzőkönyv | 2× 3×     | Pabellón Ciutat de Castelló, Castelló Nézőszám: 2500 Játékvezetők: Konjičanin, Konjičanin (BIH) |

### 3. csoport
| Hely. | Csapat       | M | Gy | D | V | G+  | G–  | Gk  | P  | Továbbjutás |
| ----- | ------------ | - | -- | - | - | --- | --- | --- | -- | ----------- |
| 1.    | Dánia        | 5 | 5  | 0 | 0 | 159 | 90  | +69 | 10 | Negyeddöntő |
| 2.    | Németország  | 5 | 4  | 0 | 1 | 138 | 123 | +15 | 8  | Negyeddöntő |
| 3.    | Magyarország | 5 | 3  | 0 | 2 | 140 | 134 | +6  | 6  |             |
| 4.    | Dél-Korea    | 5 | 2  | 0 | 3 | 148 | 156 | −8  | 4  |             |
| 5.    | Csehország   | 5 | 1  | 0 | 4 | 114 | 145 | −31 | 2  |             |
| 6.    | Kongó        | 5 | 0  | 0 | 5 | 102 | 153 | −51 | 0  |             |

| 2021. december 8. 15:30 | Csehország  | 26–32       | Dél-Korea | Palau d'Esports de Granollers, Granollers Nézőszám: 542 Játékvezetők: Covalciuc, Covalciuc (MDA) |
| 2021. december 8. 15:30 | Cholevová 6 | (13–20)     | Kim Y. 8  | Palau d'Esports de Granollers, Granollers Nézőszám: 542 Játékvezetők: Covalciuc, Covalciuc (MDA) |
| 2021. december 8. 15:30 | 2×          | Jegyzőkönyv | 2× 1×     | Palau d'Esports de Granollers, Granollers Nézőszám: 542 Játékvezetők: Covalciuc, Covalciuc (MDA) |

| 2021. december 8. 18:00 | Németország     | 29–18       | Kongó        | Palau d'Esports de Granollers, Granollers Nézőszám: 1558 Játékvezetők: Belkhiri, Hamidi (ALG) |
| 2021. december 8. 18:00 | Stockschläder 6 | (15–7)      | Diagouraga 7 | Palau d'Esports de Granollers, Granollers Nézőszám: 1558 Játékvezetők: Belkhiri, Hamidi (ALG) |
| 2021. december 8. 18:00 | 5× 1×           | Jegyzőkönyv | 3× 1×        | Palau d'Esports de Granollers, Granollers Nézőszám: 1558 Játékvezetők: Belkhiri, Hamidi (ALG) |

| 2021. december 8. 20:30 | Dánia       | 30–19       | Magyarország | Palau d'Esports de Granollers, Granollers Nézőszám: 1921 Játékvezetők: Lončar, Lončar (CRO) |
| 2021. december 8. 20:30 | Jørgensen 6 | (15–11)     | Kácsor 4     | Palau d'Esports de Granollers, Granollers Nézőszám: 1921 Játékvezetők: Lončar, Lončar (CRO) |
| 2021. december 8. 20:30 | 3× 1×       | Jegyzőkönyv | 3× 2×        | Palau d'Esports de Granollers, Granollers Nézőszám: 1921 Játékvezetők: Lončar, Lončar (CRO) |

| 2021. december 10. 15:30 | Dél-Korea | 28–37       | Németország       | Palau d'Esports de Granollers, Granollers Nézőszám: 438 Játékvezetők: Paolantoni, García (ARG) |
| 2021. december 10. 15:30 | Lee 6     | (16–19)     | Bölk, Grijseels 8 | Palau d'Esports de Granollers, Granollers Nézőszám: 438 Játékvezetők: Paolantoni, García (ARG) |
| 2021. december 10. 15:30 | 4×        | Jegyzőkönyv | 6× 1×             | Palau d'Esports de Granollers, Granollers Nézőszám: 438 Játékvezetők: Paolantoni, García (ARG) |

| 2021. december 10. 18:00 | Magyarország | 30–22       | Kongó      | Palau d'Esports de Granollers, Granollers Nézőszám: 583 Játékvezetők: Covalciuc, Covalciuc (MDA) |
| 2021. december 10. 18:00 | Planéta 8    | (16–8)      | Ngombele 7 | Palau d'Esports de Granollers, Granollers Nézőszám: 583 Játékvezetők: Covalciuc, Covalciuc (MDA) |
| 2021. december 10. 18:00 | 3×           | Jegyzőkönyv | 4× 2×      | Palau d'Esports de Granollers, Granollers Nézőszám: 583 Játékvezetők: Covalciuc, Covalciuc (MDA) |

| 2021. december 10. 20:30 | Csehország | 14–29       | Dánia   | Palau d'Esports de Granollers, Granollers Nézőszám: 1019 Játékvezetők: Belkhiri, Hamidi (ALG) |
| 2021. december 10. 20:30 | Kovářová 4 | (9–12)      | Friis 4 | Palau d'Esports de Granollers, Granollers Nézőszám: 1019 Játékvezetők: Belkhiri, Hamidi (ALG) |
| 2021. december 10. 20:30 | 4× 1×      | Jegyzőkönyv | 4×      | Palau d'Esports de Granollers, Granollers Nézőszám: 1019 Játékvezetők: Belkhiri, Hamidi (ALG) |

| 2021. december 12. 15:30 | Kongó           | 21–24       | Csehország | Palau d'Esports de Granollers, Granollers Nézőszám: 620 Játékvezetők: Lončar, Lončar (CRO) |
| 2021. december 12. 15:30 | Divoko, Yimga 4 | (11–11)     | Zachová 6  | Palau d'Esports de Granollers, Granollers Nézőszám: 620 Játékvezetők: Lončar, Lončar (CRO) |
| 2021. december 12. 15:30 | 2× 1×           | Jegyzőkönyv | 5× 1×      | Palau d'Esports de Granollers, Granollers Nézőszám: 620 Játékvezetők: Lončar, Lončar (CRO) |

| 2021. december 12. 18:00 | Dél-Korea | 28–35       | Magyarország | Palau d'Esports de Granollers, Granollers Nézőszám: 1019 Játékvezetők: Covalciuc, Covalciuc (MDA) |
| 2021. december 12. 18:00 | Lee 6     | (13–17)     | Háfra 8      | Palau d'Esports de Granollers, Granollers Nézőszám: 1019 Játékvezetők: Covalciuc, Covalciuc (MDA) |
| 2021. december 12. 18:00 | 4×        | Jegyzőkönyv | 3×           | Palau d'Esports de Granollers, Granollers Nézőszám: 1019 Játékvezetők: Covalciuc, Covalciuc (MDA) |

| 2021. december 12. 20:30 | Dánia           | 32–16       | Németország | Palau d'Esports de Granollers, Granollers Nézőszám: 1735 Játékvezetők: Paolantoni, García (ARG) |
| 2021. december 12. 20:30 | három játékos 5 | (13–8)      | Grijseels 5 | Palau d'Esports de Granollers, Granollers Nézőszám: 1735 Játékvezetők: Paolantoni, García (ARG) |
| 2021. december 12. 20:30 | 2× 1×           | Jegyzőkönyv | 3× 2× 1×    | Palau d'Esports de Granollers, Granollers Nézőszám: 1735 Játékvezetők: Paolantoni, García (ARG) |

### 4. csoport
| Hely. | Csapat            | M | Gy | D | V | G+  | G–  | Gk  | P  | Továbbjutás |
| ----- | ----------------- | - | -- | - | - | --- | --- | --- | -- | ----------- |
| 1.    | Spanyolország (R) | 5 | 5  | 0 | 0 | 142 | 105 | +37 | 10 | Negyeddöntő |
| 2.    | Brazília          | 5 | 4  | 0 | 1 | 145 | 127 | +18 | 8  | Negyeddöntő |
| 3.    | Japán             | 5 | 3  | 0 | 2 | 142 | 140 | +2  | 6  |             |
| 4.    | Ausztria          | 5 | 1  | 0 | 4 | 136 | 155 | −19 | 2  |             |
| 5.    | Horvátország      | 5 | 1  | 0 | 4 | 125 | 138 | −13 | 2  |             |
| 6.    | Argentína         | 5 | 1  | 0 | 4 | 112 | 141 | −29 | 2  |             |

| 2021. december 8. 15:30 | Horvátország | 28–22       | Argentína       | Palacio de los Deportes de Torrevieja, Torrevieja Nézőszám: 390 Játékvezetők: Christiansen, Hansen (DEN) |
| 2021. december 8. 15:30 | Posavec 8    | (12–14)     | Mendoza, Cavo 5 | Palacio de los Deportes de Torrevieja, Torrevieja Nézőszám: 390 Játékvezetők: Christiansen, Hansen (DEN) |
| 2021. december 8. 15:30 | 6× 2×        | Jegyzőkönyv | 2×              | Palacio de los Deportes de Torrevieja, Torrevieja Nézőszám: 390 Játékvezetők: Christiansen, Hansen (DEN) |

| 2021. december 8. 18:00 | Brazília | 38–31       | Ausztria          | Palacio de los Deportes de Torrevieja, Torrevieja Nézőszám: 606 Játékvezetők: Gasmi, Gasmi (FRA) |
| 2021. december 8. 18:00 | Morena 6 | (15–15)     | Ivancok, Kovács 8 | Palacio de los Deportes de Torrevieja, Torrevieja Nézőszám: 606 Játékvezetők: Gasmi, Gasmi (FRA) |
| 2021. december 8. 18:00 | 3× 1×    | Jegyzőkönyv | 5× 2×             | Palacio de los Deportes de Torrevieja, Torrevieja Nézőszám: 606 Játékvezetők: Gasmi, Gasmi (FRA) |

| 2021. december 8. 20:30 | Spanyolország        | 28–26       | Japán               | Palacio de los Deportes de Torrevieja, Torrevieja Nézőszám: 2000 Játékvezetők: Krichen, Makhlouf (TUN) |
| 2021. december 8. 20:30 | Cabral, Etxeberria 5 | (15–15)     | Aizawa, Matsumoto 7 | Palacio de los Deportes de Torrevieja, Torrevieja Nézőszám: 2000 Játékvezetők: Krichen, Makhlouf (TUN) |
| 2021. december 8. 20:30 | 2× 1×                | Jegyzőkönyv | 3×                  | Palacio de los Deportes de Torrevieja, Torrevieja Nézőszám: 2000 Játékvezetők: Krichen, Makhlouf (TUN) |

| 2021. december 10. 15:30 | Argentína | 19–24       | Brazília  | Palacio de los Deportes de Torrevieja, Torrevieja Nézőszám: 200 Játékvezetők: Konjičanin, Konjičanin (BIH) |
| 2021. december 10. 15:30 | Karsten 5 | (10–13)     | Matieli 9 | Palacio de los Deportes de Torrevieja, Torrevieja Nézőszám: 200 Játékvezetők: Konjičanin, Konjičanin (BIH) |
| 2021. december 10. 15:30 | 2×        | Jegyzőkönyv | 3× 1×     | Palacio de los Deportes de Torrevieja, Torrevieja Nézőszám: 200 Játékvezetők: Konjičanin, Konjičanin (BIH) |

| 2021. december 10. 18:00 | Japán       | 32–30   | Ausztria     | Palacio de los Deportes de Torrevieja, Torrevieja Nézőszám: 450 Játékvezetők: Jovandić, Sekulić (SRB) |
| 2021. december 10. 18:00 | Kondo 6     | (15–19) | I. Ivancok 8 | Palacio de los Deportes de Torrevieja, Torrevieja Nézőszám: 450 Játékvezetők: Jovandić, Sekulić (SRB) |
| 2021. december 10. 18:00 | Jegyzőkönyv |         |              | Palacio de los Deportes de Torrevieja, Torrevieja Nézőszám: 450 Játékvezetők: Jovandić, Sekulić (SRB) |

| 2021. december 10. 20:30 | Horvátország | 23–27       | Spanyolország | Palacio de los Deportes de Torrevieja, Torrevieja Nézőszám: 2200 Játékvezetők: Gasmi, Gasmi (FRA) |
| 2021. december 10. 20:30 | Blažević 7   | (9–12)      | Cabral 6      | Palacio de los Deportes de Torrevieja, Torrevieja Nézőszám: 2200 Játékvezetők: Gasmi, Gasmi (FRA) |
| 2021. december 10. 20:30 | 6× 2×        | Jegyzőkönyv | 3×            | Palacio de los Deportes de Torrevieja, Torrevieja Nézőszám: 2200 Játékvezetők: Gasmi, Gasmi (FRA) |

| 2021. december 12. 15:30 | Argentína  | 27–31       | Japán           | Palacio de los Deportes de Torrevieja, Torrevieja Nézőszám: 500 Játékvezetők: Christiansen, Hansen (DEN) |
| 2021. december 12. 15:30 | Karsten 13 | (14–15)     | három játékos 7 | Palacio de los Deportes de Torrevieja, Torrevieja Nézőszám: 500 Játékvezetők: Christiansen, Hansen (DEN) |
| 2021. december 12. 15:30 | 3× 1×      | Jegyzőkönyv | 4×              | Palacio de los Deportes de Torrevieja, Torrevieja Nézőszám: 500 Játékvezetők: Christiansen, Hansen (DEN) |

| 2021. december 12. 18:00 | Ausztria | 27–23       | Horvátország | Palacio de los Deportes de Torrevieja, Torrevieja Nézőszám: 850 Játékvezetők: Krichen, Makhlouf (TUN) |
| 2021. december 12. 18:00 | Kovács 7 | (12–13)     | Kalaus 6     | Palacio de los Deportes de Torrevieja, Torrevieja Nézőszám: 850 Játékvezetők: Krichen, Makhlouf (TUN) |
| 2021. december 12. 18:00 | 5× 2× 1× | Jegyzőkönyv | 3×           | Palacio de los Deportes de Torrevieja, Torrevieja Nézőszám: 850 Játékvezetők: Krichen, Makhlouf (TUN) |

| 2021. december 12. 20:30 | Spanyolország | 27–24       | Brazília   | Palacio de los Deportes de Torrevieja, Torrevieja Nézőszám: 3000 Játékvezetők: Sekulić, Jovandić (SRB) |
| 2021. december 12. 20:30 | Cabral 7      | (12–10)     | Quintino 6 | Palacio de los Deportes de Torrevieja, Torrevieja Nézőszám: 3000 Játékvezetők: Sekulić, Jovandić (SRB) |
| 2021. december 12. 20:30 | 3×            | Jegyzőkönyv | 3×         | Palacio de los Deportes de Torrevieja, Torrevieja Nézőszám: 3000 Játékvezetők: Sekulić, Jovandić (SRB) |

## Egyenes kieséses szakasz

### Ágrajz
|  |              |                           |               |               |    |               |               |              |               |               |               |       |       |
|  | Negyeddöntők | Negyeddöntők              | Negyeddöntők  |               |    | Elődöntők     | Elődöntők     | Elődöntők    |               |               | Döntő         | Döntő | Döntő |
|  | Negyeddöntők | Negyeddöntők              | Negyeddöntők  |               |    | Elődöntők     | Elődöntők     | Elődöntők    |               |               | Döntő         | Döntő | Döntő |
|  | december 15. |                           |               |               |    |               |               |              |               |               |               |       |       |
|  |              |                           |               |               |    |               |               |              |               |               |               |       |       |
|  | I/1.         | Franciaország             | 31            |               |    |               |               |              |               |               |               |       |       |
|  | I/1.         | Franciaország             | 31            | december 17.  |    |               |               |              |               |               |               |       |       |
|  | II/2.        | Svédország                | 26            |               |    |               |               |              |               |               |               |       |       |
|  | II/2.        | Svédország                | 26            |               |    | Franciaország | Franciaország | 23           |               |               |               |       |       |
|  | december 14. |                           |               |               |    | Franciaország | Franciaország | 23           |               |               |               |       |       |
|  |              |                           | Dánia         | Dánia         | 22 |               |               |              |               |               |               |       |       |
|  | III/1.       | Dánia                     | Dánia         | Dánia         | 22 | 30            |               |              |               |               |               |       |       |
|  | III/1.       | Dánia                     |               |               |    | 30            | december 19.  |              |               |               |               |       |       |
|  | IV/2.        | Brazília                  | 25            |               |    |               |               |              |               |               |               |       |       |
|  | IV/2.        | Brazília                  | 25            |               |    | Franciaország | Franciaország | 22           |               |               |               |       |       |
|  | december 15. |                           |               |               |    | Franciaország | Franciaország | 22           |               |               |               |       |       |
|  |              |                           | Norvégia      | Norvégia      | 29 |               |               |              |               |               |               |       |       |
|  | II/1.        | Norvégia                  | Norvégia      | Norvégia      | 29 | 34            |               |              |               |               |               |       |       |
|  | II/1.        | Norvégia                  | december 17.  |               |    | 34            |               |              |               |               |               |       |       |
|  | I/2.         | Orosz kézilabda-szövetség | 28            |               |    |               |               |              |               |               |               |       |       |
|  | I/2.         | Orosz kézilabda-szövetség | 28            |               |    | Norvégia      | Norvégia      | 27           | Bronzmérkőzés | Bronzmérkőzés | Bronzmérkőzés |       |       |
|  | december 14. |                           |               |               |    | Norvégia      | Norvégia      | 27           | Bronzmérkőzés | Bronzmérkőzés | Bronzmérkőzés |       |       |
|  |              |                           | Spanyolország | Spanyolország | 21 |               |               | december 19. | december 19.  | december 19.  |               |       |       |
|  | IV/1.        | Spanyolország             | Spanyolország | Spanyolország | 21 | 26            |               | december 19. | december 19.  | december 19.  |               |       |       |
|  | IV/1.        | Spanyolország             |               |               |    |               |               | Dánia        | Dánia         | 35            |               |       |       |
|  | III/2.       | Németország               | 21            |               |    |               |               | Dánia        | Dánia         | 35            |               |       |       |
|  | III/2.       | Németország               | 21            |               |    | Spanyolország | Spanyolország | 28           |               |               |               |       |       |
|  |              |                           |               |               |    | Spanyolország | Spanyolország | 28           |               |               |               |       |       |

### Negyeddöntők
| 2021. december 14. 17:30 | Dánia    | 30–25       | Brazília   | Palau d'Esports de Granollers, Granollers Nézőszám: 1220 Játékvezetők: Sekulić, Jovandić (SRB) |
| 2021. december 14. 17:30 | Nolsøe 6 | (14–13)     | Cardoso 10 | Palau d'Esports de Granollers, Granollers Nézőszám: 1220 Játékvezetők: Sekulić, Jovandić (SRB) |
| 2021. december 14. 17:30 | 5× 1×    | Jegyzőkönyv | 4× 1×      | Palau d'Esports de Granollers, Granollers Nézőszám: 1220 Játékvezetők: Sekulić, Jovandić (SRB) |

| 2021. december 14. 20:30 | Spanyolország | 26–21       | Németország | Palau d'Esports de Granollers, Granollers Nézőszám: 2565 Játékvezetők: Christiansen, Hansen (DEN) |
| 2021. december 14. 20:30 | Campos 7      | (14–10)     | Maidhof 6   | Palau d'Esports de Granollers, Granollers Nézőszám: 2565 Játékvezetők: Christiansen, Hansen (DEN) |
| 2021. december 14. 20:30 | 1× 2×         | Jegyzőkönyv | 3× 1×       | Palau d'Esports de Granollers, Granollers Nézőszám: 2565 Játékvezetők: Christiansen, Hansen (DEN) |

| 2021. december 15. 17:30 | Norvégia | 34–28       | Orosz kézilabda-szövetség    | Palau d'Esports de Granollers, Granollers Nézőszám: 870 Játékvezetők: Merz, Kuttler (GER) |
| 2021. december 15. 17:30 | Mørk 9   | (19–15)     | Markova, Szkorobogatcsenko 4 | Palau d'Esports de Granollers, Granollers Nézőszám: 870 Játékvezetők: Merz, Kuttler (GER) |
| 2021. december 15. 17:30 | 2× 1×    | Jegyzőkönyv | 3× 1×                        | Palau d'Esports de Granollers, Granollers Nézőszám: 870 Játékvezetők: Merz, Kuttler (GER) |

| 2021. december 15. 20:30 | Franciaország   | 31–26       | Svédország | Palau d'Esports de Granollers, Granollers Nézőszám: 1226 Játékvezetők: Alpaidze, Berezkina (RUS) |
| 2021. december 15. 20:30 | három játékos 4 | (15–15)     | Hagman 9   | Palau d'Esports de Granollers, Granollers Nézőszám: 1226 Játékvezetők: Alpaidze, Berezkina (RUS) |
| 2021. december 15. 20:30 | 3×              | Jegyzőkönyv | 2×         | Palau d'Esports de Granollers, Granollers Nézőszám: 1226 Játékvezetők: Alpaidze, Berezkina (RUS) |

### Elődöntők
| 2021. december 17. 17:30 | Franciaország | 23–22       | Dánia      | Palau d'Esports de Granollers, Granollers Nézőszám: 3150 Játékvezetők: Álvarez, Bustamante (ESP) |
| 2021. december 17. 17:30 | Foppa 4       | (10–12)     | Haugsted 5 | Palau d'Esports de Granollers, Granollers Nézőszám: 3150 Játékvezetők: Álvarez, Bustamante (ESP) |
| 2021. december 17. 17:30 | 1× 2×         | Jegyzőkönyv | 4× 2×      | Palau d'Esports de Granollers, Granollers Nézőszám: 3150 Játékvezetők: Álvarez, Bustamante (ESP) |

| 2021. december 17. 20:30 | Norvégia | 27–21       | Spanyolország | Palau d'Esports de Granollers, Granollers Nézőszám: 3150 Játékvezetők: Merz, Kuttler (GER) |
| 2021. december 17. 20:30 | Mørk 8   | (11–11)     | Cabral 5      | Palau d'Esports de Granollers, Granollers Nézőszám: 3150 Játékvezetők: Merz, Kuttler (GER) |
| 2021. december 17. 20:30 | 3×       | Jegyzőkönyv | 2× 3×         | Palau d'Esports de Granollers, Granollers Nézőszám: 3150 Játékvezetők: Merz, Kuttler (GER) |

### Bronzmérkőzés
| 2021. december 19. 14:30 | Dánia      | 35–28       | Spanyolország | Palau d'Esports de Granollers, Granollers Nézőszám: 3969 Játékvezetők: Konjičanin, Konjičanin (BIH) |
| 2021. december 19. 14:30 | Burgaard 7 | (16–13)     | Martín 6      | Palau d'Esports de Granollers, Granollers Nézőszám: 3969 Játékvezetők: Konjičanin, Konjičanin (BIH) |
| 2021. december 19. 14:30 | 3× 1×      | Jegyzőkönyv | 4× 1×         | Palau d'Esports de Granollers, Granollers Nézőszám: 3969 Játékvezetők: Konjičanin, Konjičanin (BIH) |

### Döntő
| 2021. december 19. 17:30 | Franciaország | 22–29       | Norvégia  | Palau d'Esports de Granollers, Granollers Nézőszám: 4316 Játékvezetők: Alpaidze, Berezkina (RUS) |
| 2021. december 19. 17:30 | Pineau 4      | (16–12)     | Reistad 6 | Palau d'Esports de Granollers, Granollers Nézőszám: 4316 Játékvezetők: Alpaidze, Berezkina (RUS) |
| 2021. december 19. 17:30 | 4× 1×         | Jegyzőkönyv | 3× 2×     | Palau d'Esports de Granollers, Granollers Nézőszám: 4316 Játékvezetők: Alpaidze, Berezkina (RUS) |

| A 2021-es női kézilabda-világbajnokság győztese |
| ----------------------------------------------- |
| · Norvégia · 4. cím                             |

## Végeredmény
Az 1–4. és a 25–32. helyekért helyosztó mérkőzéseket játszottak. A negyeddöntő vesztesei az 5–8. helyeken végeztek a középdöntőbeli eredményeik alapján. A középdöntő harmadik helyezettjei a 9–12., a negyedik helyezettjei a 13–16., az ötödik helyezettjei a 17–20., a hatodik helyezettjei a 21–24. helyeken végeztek. Azonos pontszám esetén a középdöntőbeli gólkülönbség, majd a több szerzett gól döntött. További azonos állás esetén a csoportkörbeli gólkülönbség, majd a több szerzett gól döntött.
|  | Részvételi jogot szerzett a 2023-as világbajnokságra (Norvégia, Dánia és Svédország 2023-ban rendező, ezért a második jutott ki). |

| Helyezés  | Csapat                    |
| --------- | ------------------------- |
| Aranyérem | Norvégia                  |
| Ezüstérem | Franciaország             |
| Bronzérem | Dánia                     |
| 4.        | Spanyolország             |
| 5.        | Svédország                |
| 6.        | Brazília                  |
| 7.        | Németország               |
| 8.        | Orosz kézilabda-szövetség |
| 9.        | Hollandia                 |
| 10.       | Magyarország              |
| 11.       | Japán                     |
| 12.       | Szerbia                   |
| 13.       | Románia                   |
| 14.       | Dél-Korea                 |
| 15.       | Lengyelország             |
| 16.       | Ausztria                  |
| 17.       | Szlovénia                 |
| 18.       | Horvátország              |
| 19.       | Csehország                |
| 20.       | Puerto Rico               |
| 21.       | Argentína                 |
| 22.       | Montenegró                |
| 23.       | Kongó                     |
| 24.       | Kazahsztán                |
| 25.       | Angola                    |
| 26.       | Szlovákia                 |
| 27.       | Tunézia                   |
| 28.       | Kamerun                   |
| 29.       | Paraguay                  |
| 30.       | Üzbegisztán               |
| 31.       | Irán                      |
| 32.       | Kína                      |

## Statisztika

### Góllövőlista
| Helyezés | Név                | Csapat        | Gól | Összes lövés | %  |
| -------- | ------------------ | ------------- | --- | ------------ | -- |
| 1        | Nathalie Hagman    | Svédország    | 71  | 91           | 78 |
| 2        | Alexandrina Cabral | Spanyolország | 44  | 81           | 54 |
| 3        | Irina Alexandrova  | Kazahsztán    | 43  | 87           | 49 |
| 3        | Elke Karsten       | Argentína     | 43  | 73           | 59 |
| 3        | Kovács Patrícia    | Ausztria      | 43  | 74           | 58 |
| 3        | Nora Mørk          | Norvégia      | 43  | 62           | 69 |
| 7        | Cyrielle Ebanga    | Kamerun       | 41  | 79           | 52 |
| 7        | Jovanka Radičević  | Montenegró    | 41  | 56           | 73 |
| 9        | Bo van Wetering    | Hollandia     | 40  | 50           | 80 |
| 10       | Kari Brattset      | Norvégia      | 38  | 46           | 83 |
| 10       | Albertina Kassoma  | Angola        | 38  | 42           | 90 |
| 10       | Henny Reistad      | Norvégia      | 38  | 60           | 63 |

### Kapusok rangsora
| Helyezés | Név                  | Csapat        | %  | Védett lövés | Összes lövés |
| -------- | -------------------- | ------------- | -- | ------------ | ------------ |
| 1        | Althea Reinhardt     | Dánia         | 50 | 71           | 141          |
| 2        | Yara ten Holte       | Hollandia     | 44 | 24           | 54           |
| 3        | Sandra Toft          | Dánia         | 43 | 80           | 188          |
| 4        | Kristina Graovac     | Szerbia       | 40 | 26           | 65           |
| 4        | Tess Wester          | Hollandia     | 40 | 72           | 181          |
| 6        | Marta Alberto        | Angola        | 37 | 43           | 115          |
| 7        | Johanna Bundsen      | Svédország    | 36 | 20           | 56           |
| 7        | Mercedes Castellanos | Spanyolország | 36 | 50           | 137          |
| 7        | Silvia Navarro       | Spanyolország | 36 | 64           | 179          |
| 7        | Oguntoye Viktória    | Szlovákia     | 36 | 38           | 107          |
| 7        | Silje Solberg        | Norvégia      | 36 | 45           | 124          |

### All-Star csapat
| Poszt      | Név                |
| ---------- | ------------------ |
| Kapus      | Sandra Toft        |
| Jobbszélső | Carmen Martín      |
| Jobbátlövő | Nora Mørk          |
| Irányító   | Grâce Zaadi        |
| Balátlövő  | Henny Reistad      |
| Balszélső  | Coralie Lassource  |
| Beálló     | Pauletta Foppa     |
| MVP        | Kari Brattset Dale |